# 東北新幹線
東北新幹線（とうほくしんかんせん）は、東京都千代田区の東京駅から青森県青森市の新青森駅を結ぶ東日本旅客鉄道（JR東日本）の高速鉄道路線（新幹線）およびその列車である。
首都圏と東北地方を結び、ビジネスや観光などの交流を活発にしてきた東日本の交通の大動脈である。北海道新幹線と相互直通運転を実施しているほか、秋田新幹線、山形新幹線として在来線との直通運転が、それぞれ田沢湖線や奥羽本線との間で行われている。

## 概要
東北新幹線のうち、東京都 - 盛岡市の区間は1971年（昭和46年）1月に全国新幹線鉄道整備法第4条第1項の規定による『建設を開始すべき新幹線鉄道の路線を定める基本計画』により公示された3路線のうちの1つである。同年4月に整備計画が決定され着工された。日本国有鉄道（国鉄）によって建設され、1982年（昭和57年）6月に大宮駅 - 盛岡駅間が開業、1985年（昭和60年）3月には東京都区部へ延伸され、上野駅 - 大宮駅間が開業した。国鉄分割民営化後、東北新幹線は東日本旅客鉄道（JR東日本）の路線となり、1991年（平成3年）6月に東京駅 - 上野駅間が開業した。
一方、盛岡市 - 青森市の区間は1972年（昭和47年）に基本計画が公示され、1973年（昭和48年）11月に整備計画が決定された5路線（いわゆる整備新幹線）の路線の1つである。国鉄の財政悪化により建設が一時凍結されたが、1991年（平成3年）に沼宮内 - 八戸間が標準軌新線（フル規格）、盛岡 - 沼宮内間および八戸 - 青森間が新幹線鉄道直通線（ミニ新幹線）として着工された。その後、全区間がフル規格で建設され、2002年（平成14年）12月に盛岡駅 - 八戸駅間が、2010年（平成22年）12月に八戸駅 - 新青森駅間が開業した。これにより東北新幹線は整備計画の決定から39年を経て全線開業となった。2016年3月以降は、北海道新幹線との直通運転も実施されている。
当新幹線は唯一、同じ路線で整備新幹線区間と整備新幹線ではない区間が混在している。全区間が東日本旅客鉄道（JR東日本）により運営されているが、整備新幹線として建設された盛岡駅 - 新青森駅間は鉄道建設・運輸施設整備支援機構が鉄道施設を保有している。
寒冷な積雪地域を高速走行するため、車両および地上設備に冬季対策が施されている。また、開業以来高速化が図られ、2013年のダイヤ改正時より、宇都宮駅 - 盛岡駅間では日本国内の鉄道の営業運転速度としては最速の320 km/h運転が行われている。
日本最長の鉄道路線（営業キロ713.7 km、実キロ674.9 km）であり、線内の白石蔵王駅 - 仙台駅間にある 25.7 km の直線区間は、日本最長の線路の直線区間である。
全線の約35%がトンネルで占められているものの、大宮駅 - 宇都宮駅間の77.7 kmにはトンネルはない。これは、日本の新幹線でトンネルがない明かり区間では最長である。上越新幹線の大宮駅 - 高崎駅間とほぼ同距離だが、本区間の方が僅かに長い。
ラインカラーは上越新幹線とともにJR東日本のコーポレートカラーとなった緑（■）。
なお、「国有鉄道線路名称」およびJR発足以降にそれを引き継いだ「JR線路名称公告」上では東北本線の支線扱いとなっているため、東北新幹線という名称は掲載されていない。また、盛岡駅以北が整備新幹線として建設され、同駅以北の並行在来線がいわて銀河鉄道線・青い森鉄道線として経営分離された盛岡駅 - 新青森駅間も、営業中の他の整備新幹線が独立した線路名称を持っているのとは異なり、東北本線（支線）扱いとなっているため、線路名称上は今日でも同区間に東北本線が存在していることになっている。ただし、国鉄分割民営化時に当時の運輸省に提出された「日本国有鉄道の事業等の引継ぎ並びに権利及び義務の承継等に関する基本計画」（JR事業基本計画）や国土交通省鉄道局監修『鉄道要覧』では、東北本線とは別の路線として掲載されている。

## 路線データ
- 営業主体：東日本旅客鉄道（JR東日本）
- 建設主体
  - 東京駅 - 上野駅：新幹線鉄道保有機構
  - 上野駅 - 盛岡駅：日本国有鉄道
  - 盛岡駅 - 八戸駅：日本鉄道建設公団
  - 八戸駅 - 新青森駅：独立行政法人鉄道建設・運輸施設整備支援機構
- 路線距離：東京駅 - 新青森駅間（実キロ）674.9 km（営業キロは713.7 km）
- 軌間：1,435 mm（標準軌）
- 駅数：23（起終点駅含む）
  - このうち他のJR線に接続がない東北新幹線単独駅は6駅。ただし、いわて銀河鉄道線と接続しているいわて沼宮内駅、二戸駅を除いた純粋な単独駅は白石蔵王駅、くりこま高原駅、水沢江刺駅、七戸十和田駅の4駅である。
- 信号場数：1（鷲宮信号場）
- 複線区間：全線
- 電化区間：全線（交流25,000 V・50 Hz）
- 保安装置：DS-ATC
- 車両基地所在駅：上野駅、小山駅、那須塩原駅（ただし駅電留線）、仙台駅、盛岡駅、新青森駅
- 運転指令所：新幹線総合指令所
- 列車運行管理システム：新幹線総合システム（COSMOS）
- 構造種別延長割合
  - 東京駅 - 盛岡駅間[20]：路盤 5%、橋梁 16%、高架橋 56%、トンネル 23%
  - 盛岡駅 - 八戸駅間[21]：路盤 14%、橋梁 3%、高架橋 9%、トンネル 73%
  - 八戸駅 - 新青森駅間[22]：路盤 15%、橋梁 5%、高架橋 18%、トンネル 62%
- 最高速度
  - 東京駅 - 上野駅間：110 km/h
  - 上野駅 - 大宮駅間：130 km/h
  - 大宮駅 - 宇都宮駅間：275 km/h
  - 宇都宮駅 - 盛岡駅間：320 km/h
  - 盛岡駅 - 新青森駅間：260 km/h
- 架線吊架方式
  - 東京駅 - 東京新幹線車両センター（尾久基地）分岐間：シンプルカテナリ式（耐荷速度100 km/h）
  - 東京新幹線車両センター（尾久基地）分岐 - 盛岡新幹線車両センター（みたけ基地）分岐間：重コンパウンドカテナリ式（耐荷速度320 km/h）
  - 盛岡新幹線車両センター（みたけ基地）分岐 - 八戸駅間：CSシンプルカテナリ式（耐荷速度300 km/h）
  - 八戸駅 - 新青森駅間：PHCシンプルカテナリ式（耐荷速度350 km/h）[23]

駅施設管理、営業業務を除きJR東日本の新幹線統括本部が管轄している。
駅施設管理、営業業務は沿線の2本部・2支社が行っている。各本部・支社毎の駅の管轄割り当ては以下の通り。
- 東京駅 - 上野駅間：首都圏本部
- 大宮駅 - 那須塩原駅間：大宮支社
- 新白河駅 - くりこま高原駅間：東北本部
- 一ノ関駅 - 新青森駅間：盛岡支社

かつてJR東日本の新幹線では、全体の運行管理業務を本社内の新幹線運行本部が統括する一方、保線管理や駅営業業務等の現業機関については地方支社が新幹線と在来線の双方を一体管理する組織体系を採っていたが、新幹線統括本部の発足により、首都圏・東北の2本部、大宮・盛岡の2支社は新幹線において駅の施設管理・営業業務ならびに工務関係の支援のみを担うようになった。

## 駅一覧
- 乗車人員は東日本旅客鉄道の駅の内、新幹線のみの数値[24]。は前年度に比較した増()減()増減なし()を表す。
- 接続路線は同じ路線を走行している山形・秋田新幹線以外の路線を記す（山形・秋田新幹線の停車駅については各路線記事および各列車記事を参照。各新幹線の分岐駅である前者は福島駅、後者は盛岡駅をそれぞれ除く）。

| 駅名 | 営業 キロ | 実キロ | 停車 | 2023年度 乗車人員 （1日平均） | 接続路線 | 所在地 | 所在地            |
| --- | --------- | ------ | ---- | ----------------------------- | --- | ------ | ----------------- |
| 東京駅 山区 | 0.0       | 0.0    | 全   | 65,056                        | 東海旅客鉄道： 東海道新幹線 東日本旅客鉄道： 山手線 (JY 01)、 京浜東北線 (JK 26)、 中央線 (JC 01) 東海道線 (JT 01)、 宇都宮線・高崎線 (JU 01)、 常磐線（快速） 横須賀線・総武快速線 (JO 19)、 京葉線 (JE 01) 東京地下鉄： 丸ノ内線 (M-17)、 東西線 ⇒大手町駅 (T-09) | 東京都 | 千代田区          |
| 上野駅 山区 | 3.6       | 3.6    |      | 11,559                        | 東日本旅客鉄道： 山手線 (JY 05)、 京浜東北線 (JK 30) 宇都宮線・高崎線 (JU 02)、 常磐線（快速）(JJ 01) 東京地下鉄： 銀座線 (G-16)、 日比谷線 (H-17) 京成電鉄： 本線（京成上野駅: KS01）                                                                              | 東京都 | 台東区            |
| 大宮駅 | 30.3      | 31.3   | 全   | 30,291                        | 東日本旅客鉄道： 上越新幹線・北陸新幹線 京浜東北線 (JK 47)、 宇都宮線・高崎線 (JU 07)、 湘南新宿ライン (JS 24)、 埼京線 (JA 26)、■川越線 東武鉄道： 野田線 (TD-01) 埼玉新都市交通： 伊奈線（ニューシャトル）(NS01)                                                  | 埼玉県 | さいたま市 大宮区 |
| 鷲宮信号場 | -         | 50.9   |      | 東北新幹線唯一の信号場        | 東北新幹線唯一の信号場 | 埼玉県 | 久喜市            |
| 小山駅 | 80.6      | 80.3   |      | 4,023                         | 東日本旅客鉄道：■宇都宮線、■水戸線、■両毛線 | 栃木県 | 小山市            |
| 宇都宮駅 | 109.5     | 109.0  |      | 11,954                        | 東日本旅客鉄道：■宇都宮線、■日光線、■烏山線 宇都宮ライトレール：■宇都宮芳賀ライトレール線 ⇒宇都宮駅東口停留場 (01) | 栃木県 | 宇都宮市          |
| 那須塩原駅 | 157.8     | 152.4  |      | 3,094                         | 東日本旅客鉄道：■宇都宮線 | 栃木県 | 那須塩原市        |
| 新白河駅 | 185.4     | 178.4  |      | 1,868                         | 東日本旅客鉄道：■東北本線 | 福島県 | 西白河郡 西郷村   |
| 郡山駅 | 226.7     | 213.9  |      | 8,067                         | 東日本旅客鉄道：■東北本線、■水郡線、■磐越東線、■磐越西線 | 福島県 | 郡山市            |
| 福島駅 | 272.8     | 255.1  |      | 6,728                         | 東日本旅客鉄道：■東北本線、■山形新幹線、■奥羽本線（山形線） 阿武隈急行：■阿武隈急行線 福島交通：■飯坂線 | 福島県 | 福島市            |
| 白石蔵王駅 | 306.8     | 286.2  |      | 832                           | | 宮城県 | 白石市            |
| 仙台駅 仙 | 351.8     | 325.4  | 全   | 24,730                        | 東日本旅客鉄道：■東北本線、■仙石線、■仙山線、■常磐線 ■仙石東北ライン、■仙台空港アクセス線 仙台市地下鉄：■南北線 (N10)、■東西線 (T07) | 宮城県 | 仙台市 青葉区     |
| 古川駅 | 395.0     | 363.8  |      | 2,625                         | 東日本旅客鉄道：■陸羽東線 | 宮城県 | 大崎市            |
| くりこま高原駅 | 416.2     | 385.7  |      | 880                           | | 宮城県 | 栗原市            |
| 一ノ関駅 | 445.1     | 406.3  |      | 2,024                         | 東日本旅客鉄道：■東北本線、■大船渡線 | 岩手県 | 一関市            |
| 水沢江刺駅 | 470.1     | 431.3  |      | 872                           | | 岩手県 | 奥州市            |
| 北上駅 | 487.5     | 448.6  |      | 1,373                         | 東日本旅客鉄道：■東北本線、■北上線 | 岩手県 | 北上市            |
| 新花巻駅 | 500.0     | 463.1  |      | 713                           | 東日本旅客鉄道：■釜石線 | 岩手県 | 花巻市            |
| 盛岡駅 | 535.3     | 496.5  | 全   | 7,226                         | 東日本旅客鉄道：■東北本線、■秋田新幹線、■山田線、■花輪線、■田沢湖線 IGRいわて銀河鉄道：■いわて銀河鉄道線 | 岩手県 | 盛岡市            |
| いわて沼宮内駅 | 566.4     | 527.6  |      | 72                            | IGRいわて銀河鉄道：■いわて銀河鉄道線 | 岩手県 | 岩手郡 岩手町     |
| 二戸駅 | 601.0     | 562.2  |      | 708                           | IGRいわて銀河鉄道：■いわて銀河鉄道線 | 岩手県 | 二戸市            |
| 八戸駅 | 631.9     | 593.1  |      | 3,202                         | 東日本旅客鉄道：■八戸線 青い森鉄道：■青い森鉄道線 | 青森県 | 八戸市            |
| 七戸十和田駅 | 668.0     | 629.2  |      | 685                           | | 青森県 | 上北郡 七戸町     |
| 新青森駅 | 713.7     | 674.9  | 全   | 4,636                         | 北海道旅客鉄道： 北海道新幹線 東日本旅客鉄道：■奥羽本線 | 青森県 | 青森市            |
| - 停車…全：全ての列車が停車する駅（2016年3月ダイヤ改正時） - 長距離乗車券の特定都区市内 - 山：東京山手線内、区：東京都区内、仙：宮城県仙台市内 |           |        |      |                               | |        |                   |

### 各駅の構造
| 配線分類 | 2面4線                          | 2面2線+通過線                       | 2面3線+通過線                                | 2面2線                                                                   |
| 構内図   |                                 |                                     |                                              |                                                                          |
| 該当駅   | 上野駅、仙台駅 八戸駅、新青森駅 | 宇都宮駅、新白河駅 古川駅、一ノ関駅 | 小山駅、那須塩原駅 郡山駅、白石蔵王駅 北上駅 | くりこま高原駅、水沢江刺駅 新花巻駅、いわて沼宮内駅 二戸駅、七戸十和田駅 |

| 配線分類 | 3面6線 | 2面4線+通過線 | 2面4線 | 2面4線（終着駅） |
| 構内図   |        |               |        |                  |
| 該当駅   | 大宮駅 | 福島駅        | 盛岡駅 | 東京駅           |

途中駅のうち大宮駅、仙台駅、盛岡駅には入線する全ての定期営業列車が停車する。東京駅 - 盛岡駅間における各駅のプラットホームはフル規格16両編成対応（約400 m）だが、いわて沼宮内駅 - 八戸駅間はフル規格12両編成（約300 m）、七戸十和田駅以北はフル規格10両編成（約250 m）までしか対応していないため、16両編成が入線可能な駅は盛岡駅までである。このため秋田新幹線の盛岡駅 - 秋田駅間が悪天候等で区間運休となった場合、盛岡駅で足止めされた（本来は秋田駅へ向かう予定の）「こまち」車両は盛岡新幹線車両センターへ臨時回送される。また同様の理由で、ミニ新幹線規格車両の停止位置に旅客転落防止目的で設置されるローピング設備は、いわて沼宮内駅以北では省略されている。
福島駅の山形新幹線発着ホームは（東京方面から新青森方面に向かって一番左側にある）14番線1本のみとなっているため「つばさ」の上下同時発着はできず、かつ分割・併合相手となる「やまびこ」は上り（東京駅行き）の場合、当駅前後で下り本線と2度平面交差することとなり、ダイヤ作成上のネックとなっている。
盛岡駅の秋田新幹線ホームは外側の11番線（上り）および14番線（下り）を用いる。このため上り「こまち」は当駅構内北側で東北新幹線下り本線と平面交差する。
盛岡駅以北は沿線人口および利用客が少ないため、建設費削減の観点からホームを17両対応にする必要は無しと判断された。現在当該区間を運行する「はやぶさ」「はやて」は10両編成のみであるが、2002年開業の盛岡駅 - 八戸駅間は臨時列車の入線も考慮して12両編成対応とされた。2010年開業の七戸十和田・新青森両駅はさらに短い10両編成対応に簡素化されたほか、新青森駅北側にある盛岡新幹線車両センター青森派出への回送線は単線で建設されたため、下り回送列車は北海道新幹線上り本線と平面交差する。
八戸駅を除く盛岡駅以北の途中駅および同駅以南において開業後に増設された各駅（くりこま高原駅、水沢江刺駅、新花巻駅）は待避線の無い「棒線駅」となっており、列車がホームのある線路を高速で通過するため、ホームには可動式安全柵（ホームドア）が設置されている。

### 駅名標
東北新幹線では、上越新幹線と同様に、開業時には在来線とほぼ同様の様式の駅名標が設置されていた が、JR東日本発足後に順次同社標準の駅名標に交換されている。
なお、東海道新幹線や山陽新幹線ではそれぞれに独自仕様の駅名標が設置されていたが、東北新幹線および上越新幹線では独自仕様の駅名標を採用しなかった。

### 提案された新駅
- 久喜駅：東北新幹線久喜駅設置促進期成同盟会では在来線駅への併設により大宮駅 - 小山駅間に久喜駅（埼玉県久喜市）設置を目指している[27]。
- 古河新駅：茨城県庁と古河市では、宇都宮線に請願駅として南古河駅（仮称）を新設し、その東方1.3kmほどを通る東北新幹線への新駅誘致を目指している[28][29]。
- 須賀川新駅：福島県須賀川市では1999年の市勢要覧において、21世紀の都市開発として福島空港の機能強化とともに挙げられていた[30]。

## 運行形態
東京駅から仙台・盛岡・新青森および北海道新幹線の新函館北斗方面にはおおむね1時間に1本の割合で運転されており、さらに那須塩原・郡山・仙台方面への区間列車が運転されている。停車駅もおおむね固定されているが、時間帯によっては停車駅が増えたり減ったりする列車もある。

### ダイヤパターンと停車駅
2016年3月26日改正以降の基本的な日中のダイヤパターン。
| 種別                  | 東京駅 発車時刻 | 東京 | 上野 | 大宮 | 小山 | 宇都宮 | 那須塩原 | 新白河 | 郡山 | 福島 | 白石蔵王 | 仙台 | 古川 | くりこま高原 | 一ノ関 | 水沢江刺 | 北上 | 新花巻 | 盛岡 | いわて沼宮内 | 二戸 | 八戸 | 七戸十和田 | 新青森 | 奥津軽いまべつ | 木古内 | 新函館北斗 | 終着               |
| --------------------- | --------------- | ---- | ---- | ---- | ---- | ------ | -------- | ------ | ---- | ---- | -------- | ---- | ---- | ------------ | ------ | -------- | ---- | ------ | ---- | ------------ | ---- | ---- | ---------- | ------ | -------------- | ------ | ---------- | ------------------ |
| やまびこ・（つばさ）  | 00分            | ●    | ●    | ●    | →    | ●      | →        | →      | ●    | ●    | ●        | ●    |      |              |        |          |      |        |      |              |      |      |            |        |                |        |            | 仙台               |
| やまびこ◇             | 12分            | ●    | ●    | ●    | ●    | ●      | ●        | ●      | ●    | ●    | →        | ●    |      |              |        |          |      |        |      |              |      |      |            |        |                |        |            | 仙台               |
| なすの◇               | 12分            | ●    | ●    | ●    | ●    | ●      | ●        | ●      | ●    |      |          |      |      |              |        |          |      |        |      |              |      |      |            |        |                |        |            | 那須塩原／郡山     |
| はやぶさ・（こまち）  | 20分            | ●    | △    | ●    | →    | →      | →        | →      | →    | →    | →        | ●    | →    | →            | →      | →        | →    | →      | ●    | △            | △    | △    | △          | ●      | △              | △      | ●          | 新青森／新函館北斗 |
| やまびこ              | 36分            | ●    | ●    | ●    | →    | ●      | →        | →      | ●    | ●    | →        | ●    | ●    | ●            | ●      | ●        | ●    | ●      | ●    |              |      |      |            |        |                |        |            | 盛岡               |
| はやぶさ・（こまち）◆ | 44分            | ●    | ●    | ●    | →    | →      | →        | →      | →    | →    | →        | ●    | →    | →            | →      | →        | →    | →      | ●    | △            | △    | ●    | △          | ●      |                |        |            | 新青森             |
| やまびこ・（つばさ）◆ | 48分            | ●    | ●    | ●    | →    | ●      | →        | →      | △    | ●    | →        | ●    |      |              |        |          |      |        |      |              |      |      |            |        |                |        |            | 仙台               |

| 種別                  | 始発               | 新函館北斗 | 木古内 | 奥津軽いまべつ | 新青森 | 七戸十和田 | 八戸 | 二戸 | いわて沼宮内 | 盛岡 | 新花巻 | 北上 | 水沢江刺 | 一ノ関 | くりこま高原 | 古川 | 仙台 | 白石蔵王 | 福島 | 郡山 | 新白河 | 那須塩原 | 宇都宮 | 小山 | 大宮 | 上野 | 東京 | 東京駅 到着時刻 |
| --------------------- | ------------------ | ---------- | ------ | -------------- | ------ | ---------- | ---- | ---- | ------------ | ---- | ------ | ---- | -------- | ------ | ------------ | ---- | ---- | -------- | ---- | ---- | ------ | -------- | ------ | ---- | ---- | ---- | ---- | --------------- |
| はやぶさ・（こまち）  | 新函館北斗／新青森 | ●          | △      | △              | ●      | △          | ●    | △    | △            | ●    | →      | →    | →        | →      | →            | →    | ●    | →        | →    | →    | →      | →        | →      | →    | ●    | ●    | ●    | 04分            |
| やまびこ◇             | 仙台               |            |        |                |        |            |      |      |              |      |        |      |          |        |              |      | ●    | →        | ●    | ●    | ●      | ●        | ●      | ●    | ●    | ●    | ●    | 16分            |
| なすの◇               | 郡山／那須塩原     |            |        |                |        |            |      |      |              |      |        |      |          |        |              |      |      |          |      | ●    | ●      | ●        | ●      | ●    | ●    | ●    | ●    | 16分            |
| やまびこ              | 盛岡               |            |        |                |        |            |      |      |              | ●    | ●      | ●    | ●        | ●      | ●            | ●    | ●    | →        | ●    | ●    | →      | →        | ●      | →    | ●    | ●    | ●    | 24分            |
| はやぶさ・（こまち）◆ | 新青森             |            |        |                | ●      | △          | ●    | △    | △            | ●    | →      | →    | →        | →      | →            | →    | ●    | →        | →    | →    | →      | →        | →      | →    | ●    | ●    | ●    | 32分            |
| やまびこ・（つばさ）◆ | 仙台               |            |        |                |        |            |      |      |              |      |        |      |          |        |              |      | ●    | →        | ●    | △    | →      | →        | ●      | →    | ●    | ●    | ●    | 36分            |
| やまびこ・（つばさ）  | 仙台               |            |        |                |        |            |      |      |              |      |        |      |          |        |              |      | ●    | ●        | ●    | ●    | →      | →        | ●      | →    | ●    | ●    | ●    | 48分            |

●：停車 △：一部列車通過 →：通過
◆：臨時列車 ◇：時間帯によってどちらかが運行
※ダイヤパターン化されていない定期列車と臨時列車は掲載していない。
※東京駅の発車、到着時刻に関しては多少の前後あり。

#### 号数の振り方
2020年3月16日現在
- はやぶさ
  - 東京駅 - 新青森駅・新函館北斗駅間：定期列車は1・3 - 5・7 - 14・16 - 29・31 - 46・48号
  - 東京駅 - 仙台駅間：定期列車は2・15・30・47号
  - 仙台駅 - 新函館北斗駅間：95・96号
  - 東京駅 - 盛岡間：定期列車は6・101 - 112号
- はやて
  - 盛岡駅 - 新函館北斗駅間：93・98号
  - （新青森駅 - 新函館北斗駅間：91・100号）
- やまびこ
  - 東京駅 - 盛岡駅間：定期列車は50 - 70号
  - 東京駅 - 仙台駅間：定期列車は122 - 159号（一部を除き東京駅 - 福島駅間「つばさ」併結）、201 - 223号（途中駅通過駅タイプと各駅停車タイプが混在）、臨時列車は170号台 - 190号台（「つばさ」併結）
  - 仙台駅 - 盛岡駅間：94・97号・99号（土休日運休）
  - 那須塩原駅・郡山駅 - 仙台駅間：290・291・293号（土休日運休）
- なすの
  - 東京駅 - 小山駅・那須塩原駅・郡山駅間：251 - 282・284号
- 列車番号は、定期列車は基本的に号数+B、「こまち」と併結する「はやぶさ」は3000+号数+B、東京駅 - 盛岡駅間の「はやて」と「はやぶさ」102 - 112号は4000+号数+B、東京駅 - 仙台駅間の「はやぶさ」と「やまびこ」125・126・130・134・147・151・152・155号は1000+号数+B、臨時列車は2000、4000、5000、6000、8000、9000+号数+Bである。
- また、上表にあるパターンにおいて、臨時列車として延長運行する場合は5000+号数+Bとなる。

### 列車の概要
開業当初は東海道・山陽新幹線にならって、「ひかり」に相当する速達タイプを「やまびこ」、「こだま」に相当する各駅停車タイプを「あおば」としていた。
その後、列車名を運行区間別とする愛称の再編が行われた。まず1995年12月1日のダイヤ改正からは「あおば」のうち東京駅 - 那須塩原駅間の近距離列車を「なすの」として分離。また1997年3月22日の秋田新幹線開業時のダイヤ改正からは仙台駅 - 盛岡駅間の「あおば」は秋田新幹線「こまち」と併結されることになり、東北新幹線内は従来通り各駅停車で運転されるものの「やまびこ」に統合。そして秋田新幹線開業半年後の10月1日のダイヤ改正からは東京駅 - 仙台駅間の「あおば」が「やまびこ」に統合され、「あおば」の愛称は消滅した。
その後2002年12月1日の盛岡駅 - 八戸駅間延長開業時のダイヤ改正からは主に東京駅 - 八戸駅間を運行する最速達列車として「はやて」が新設され、八戸駅 - 新青森駅間延伸開業後の2011年3月5日からは「はやて」に代わる東京駅 - 新青森駅間の最速達列車として「はやぶさ」が新設された。現在は「はやて」のほとんどが「はやぶさ」に置き換えられたが、盛岡駅以北のみを運行する区間列車は「はやて」の名称を用いている。
このように現在はおおむね行き先別に列車愛称が付されているが、東京駅 - 郡山駅 - 仙台駅の区間では最速達が「はやぶさ」、準速達が「やまびこ」、各駅停車が「なすの」というように速度別の要素も含まれている。

### 列車愛称

#### 運行中

##### 「はやぶさ」
「はやぶさ」は、主に東京駅 - 盛岡駅・新青森駅・新函館北斗駅間で運行される最速達列車である。使用車両はE5系・H5系で、全車指定席。
東京駅・大宮駅・仙台駅・盛岡駅・新青森駅・新函館北斗駅は全列車が停車する。大宮駅 - 仙台駅間を全列車が、仙台駅 - 盛岡駅間も大半の列車が無停車で運行する。一部の列車は、東京駅 - 盛岡駅間で「こまち」と併結する。
2011年3月5日に最高速度300 km/hへの向上に伴い運行を開始した。運行開始当時の所要時間は東京駅 - 新青森駅間で最短3時間10分であった。その後のさらなる高速化により、2021年3月13日時点の所要時間は東京駅 - 新青森駅間で最短2時間58分、東京駅 - 仙台駅間で最短1時間30分（下り）、最短1時間29分（上り）である。速度向上の詳細は沿革を参照。
「はやぶさ」とそれ以外の列車では区間によっては差額料金が生じる。詳細は#運賃と特急料金を参照。
北海道新幹線開業前は、仙台駅 - 新青森駅間運行の1往復のみ普通車自由席が設定されていたが、2016年3月26日の北海道新幹線開業後は、これを延長した仙台駅 - 新函館北斗駅間運行の1往復も含め全列車が全車指定席となった。

##### 「はやて」
「はやて」は、盛岡駅・新青森駅 - 新函館北斗駅間で運行される列車である。使用車両はE5系で、全車指定席。
2002年12月1日の盛岡駅 - 八戸駅間延伸開業と同時に運行開始し、この時点では大半の列車が東京駅発着の速達列車であった。大宮駅、仙台駅、盛岡駅、八戸駅には全列車が停車し、仙台駅 - 盛岡駅 - 新青森駅間では時間帯などに応じて列車ごとに停車駅が追加設定される。2009年3月13日までは、大宮駅も通過する仙台駅 - 東京駅間ノンストップ運転の列車が上り1本のみ運転されていた。2014年3月14日までは東京駅 - 仙台駅・盛岡駅間において大半の列車で「こまち」を併結した16 - 17両編成で運転されていた。
北海道新幹線開業前は、盛岡駅 - 新青森駅間の各駅に停車する区間列車も存在し、こちらには普通車自由席が設定されていた。「はやぶさ」運転開始後、盛岡行「やまびこ」の本数が減少したことを受け、仙台駅 - 盛岡駅間では、この区間の途中駅に停車する列車でかつこの区間内を利用する場合に限り、自由席特急券で普通車を利用できるようになった。2016年3月26日の北海道新幹線開業後は、盛岡駅・新青森駅 - 新函館北斗駅間の列車に自由席は設定されなくなり、全列車が全車指定席となった。
「はやぶさ」の運行開始からは徐々に本数が減少し、2019年3月16日のダイヤ改正では盛岡以南での定期列車の設定が無くなった。以降は盛岡駅以北のみを運転する区間列車のみが設定されている。

##### 「やまびこ」
「やまびこ」は、主に東京駅 - 仙台駅・盛岡駅間で運行される準速達列車である。使用車両はE2系・E5系・H5系・E6系。
東京駅 - 仙台駅間の「やまびこ」は、東京駅 - 福島駅間で「つばさ」を併結する。早朝および深夜には、那須塩原駅・郡山駅 - 仙台駅間および仙台駅 - 盛岡駅間の各駅停車区間列車も運行されている。「つばさ」を併結する列車は小山駅・那須塩原駅・新白河駅は通過する。郡山駅以北ではほぼ各駅に停車するが、1日1往復のみ東京駅 - 仙台駅の途中停車駅が大宮駅、福島駅のみの速達列車が存在し、定期の「やまびこ」で唯一上野駅・宇都宮駅・郡山駅を通過する。
現在は、原則として郡山駅以北に乗り入れ、大宮駅 - 仙台駅間を走行する列車の場合は同区間がノンストップではない列車に「やまびこ」の愛称が用いられている。

##### 「なすの」
「なすの」は、主に東京駅 - 那須塩原駅・郡山駅間で運行される各駅停車列車である。朝の上り252号のみ小山駅→東京駅間で運行される。使用車両はE2系・E3系・E5系・E6系。
主に朝夕の栃木県 - 東京都心間の旅客需要に対応する列車である。運転開始当初は那須塩原以南のみでの運行であったが、秋田新幹線開業に伴う速達タイプの増加による新白河駅・郡山駅停車列車の減少を補う形で、運行区間が郡山駅まで延長された。これにより「やまびこ」との乗り継ぎが若干改善された。朝夕は土曜日・休日運休となる列車がある。
現在は、郡山駅以南のみの各駅停車の列車に「なすの」の愛称が用いられている。

##### 山形新幹線・秋田新幹線直通列車

###### 「つばさ」
「つばさ」は、東京駅 - 山形駅・新庄駅間で運行される山形新幹線の列車である。一部を除き、東京駅 - 福島駅間で「やまびこ」と併結運転する。使用車両はE3系・E8系で、全車指定席。東北新幹線内は東京駅・大宮駅・福島駅に全列車が停車し、上野駅・宇都宮駅・郡山駅も最速達列車の1往復を除いて、全列車が停車する。小山駅・那須塩原駅・新白河駅は全列車通過する。

###### 「こまち」
「こまち」は、東京駅・仙台駅 - 秋田駅間で運行される秋田新幹線の列車である。全ての定期列車が東北新幹線区間で「はやぶさ」と併結運転する。使用車両はE6系で、全車指定席。東北新幹線内は東京駅・大宮駅・仙台駅・盛岡駅に全列車が停車。「はやぶさ」と同様に、全列車が大宮駅 - 仙台駅間を無停車で運行する。仙台駅 - 盛岡駅間も仙台駅発着の1往復を除く全列車が無停車で運行する。上野駅は東京行きの始発列車のみ通過し、秋田行きは全列車が停車する。
E6系の運行開始当初、同車を使用する列車は「スーパーこまち」を名乗っていた。これは、秋田新幹線車両のE3系からE6系への置き換えが完了するまでの両者の区別をするための過渡的なものであり、2014年3月15日のダイヤ改正でE6系への置き換えが完了した後は「こまち」へ統一された。

#### 廃止された愛称

##### 「あおば」「Maxあおば」
「あおば」は、1982年6月の大宮暫定開業時に、速達タイプの盛岡発着「やまびこ」に対して各駅停車タイプの仙台駅発着列車として登場した。大宮駅 - 盛岡駅間暫定開業時は1日6往復だったが、上越新幹線が開業した同年11月には1日12往復に増発され、大宮駅 - 那須塩原駅間や那須塩原駅 - 仙台駅・盛岡駅間、仙台駅 - 盛岡駅間などの区間列車も登場した。その後増発され、1985年の上野駅 - 大宮駅間延伸開業時に上野駅発着、1991年の東京駅 - 上野駅間延伸開業時に東京駅発着となり、1992年の山形新幹線開業時点では定期列車下り1本と臨時列車が上野駅発着となっている。1994年には、2階建車両E1系の導入により、同車を使用する列車に「Maxあおば」の名称が与えられた。しかし、1995年に東京駅 - 那須塩原駅間の列車が「なすの」「Maxなすの」に変更され、「あおば」「Maxあおば」は削減。1997年10月、仙台駅発着の列車は速達タイプ・各駅タイプ問わずに「やまびこ」となり、「あおば」が消滅して全て「やまびこ」「なすの」に置き換えられた。

##### 「Maxやまびこ」「Maxなすの」
2階建車両のE1系・E4系を使用する列車に使われていた愛称。2012年9月29日ダイヤ改正で廃止され、「やまびこ」「なすの」のみとなった。

## 車両

### 現用車両

#### 営業車両
- E2系 - J編成、10両編成。「はやて」（臨時列車）、「やまびこ」（東京駅 - 仙台駅間、臨時列車では仙台駅 - 盛岡駅間の運転あり）、「なすの」で使用。
- E3系2000番台 - L編成、7両編成。新幹線と在来線の直通運転（新在直通）対応。山形新幹線「つばさ」と「なすの」（増結用）で使用。
- E5系 - U編成、10両編成[35]。「はやぶさ」および一部の「はやて」「やまびこ」「なすの」で使用。
- H5系 - H編成、10両編成（JR北海道保有）。北海道新幹線用の車両としてE5系をベースに製造され、東北新幹線にも直通する。一部の「はやぶさ」「やまびこ」（東京駅 → 仙台駅間）で使用[36]。
- E6系 - Z編成、7両編成[37]。新在直通対応。秋田新幹線「こまち」と「はやぶさ」「やまびこ」「なすの」（増結用）で使用。
- E8系 - G編成、7両編成。新在直通対応。山形新幹線「つばさ」と「なすの」で使用。

上記のほかに、上越新幹線や北陸新幹線用のE7系が大宮駅以北で試運転や臨時列車で運転されることがあるが、定期列車では運用されない。

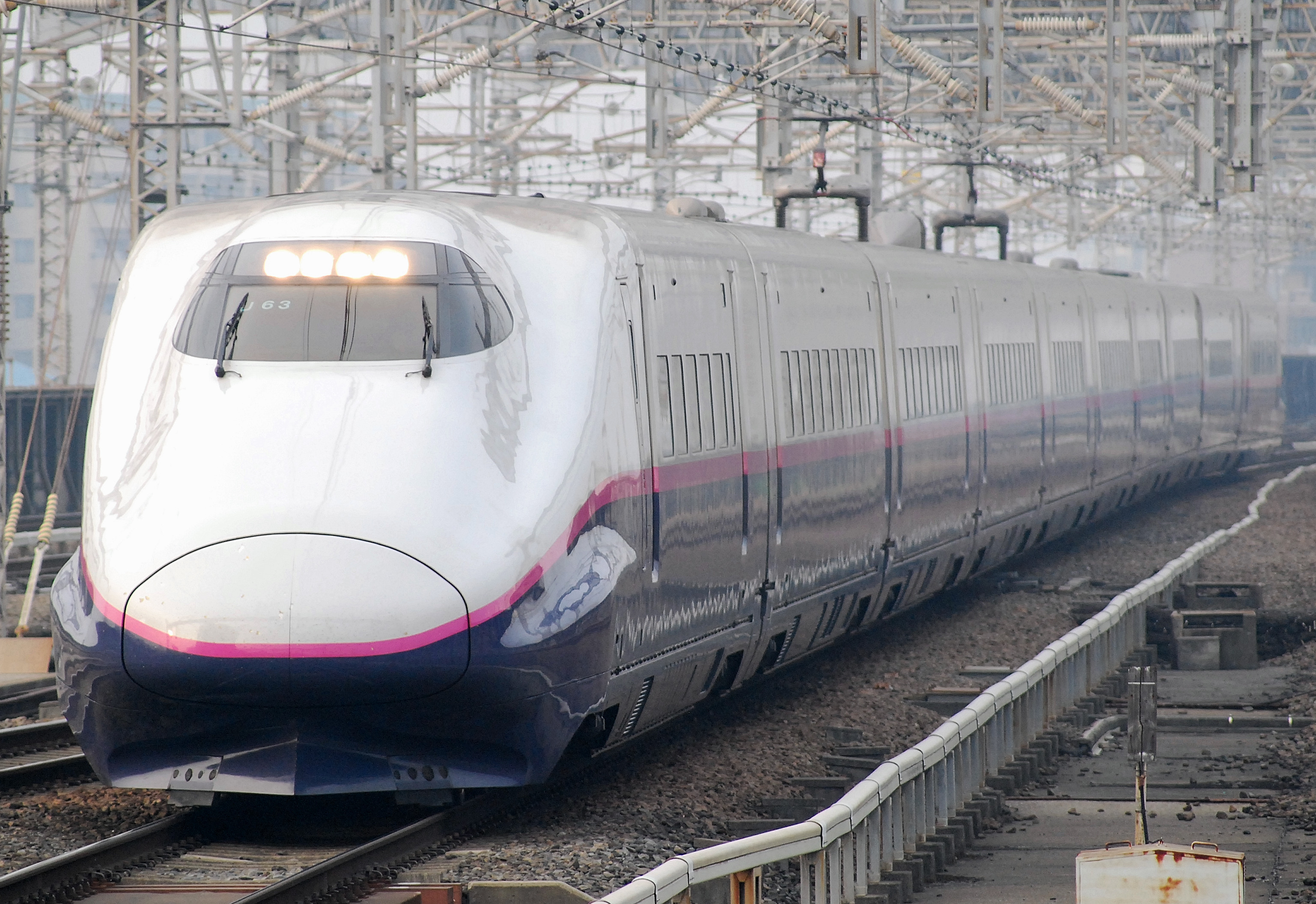
E2系
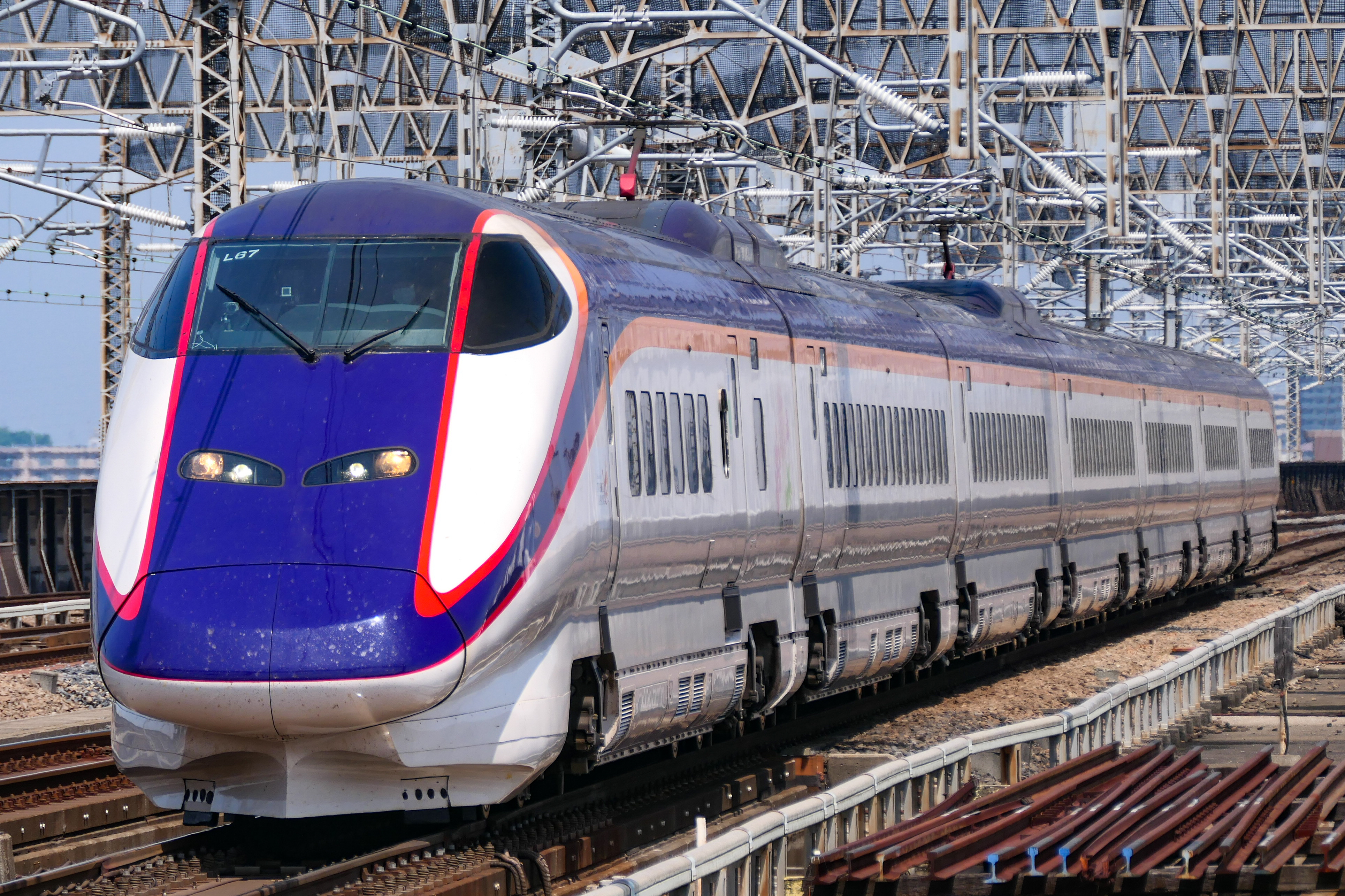
E3系（新塗装）
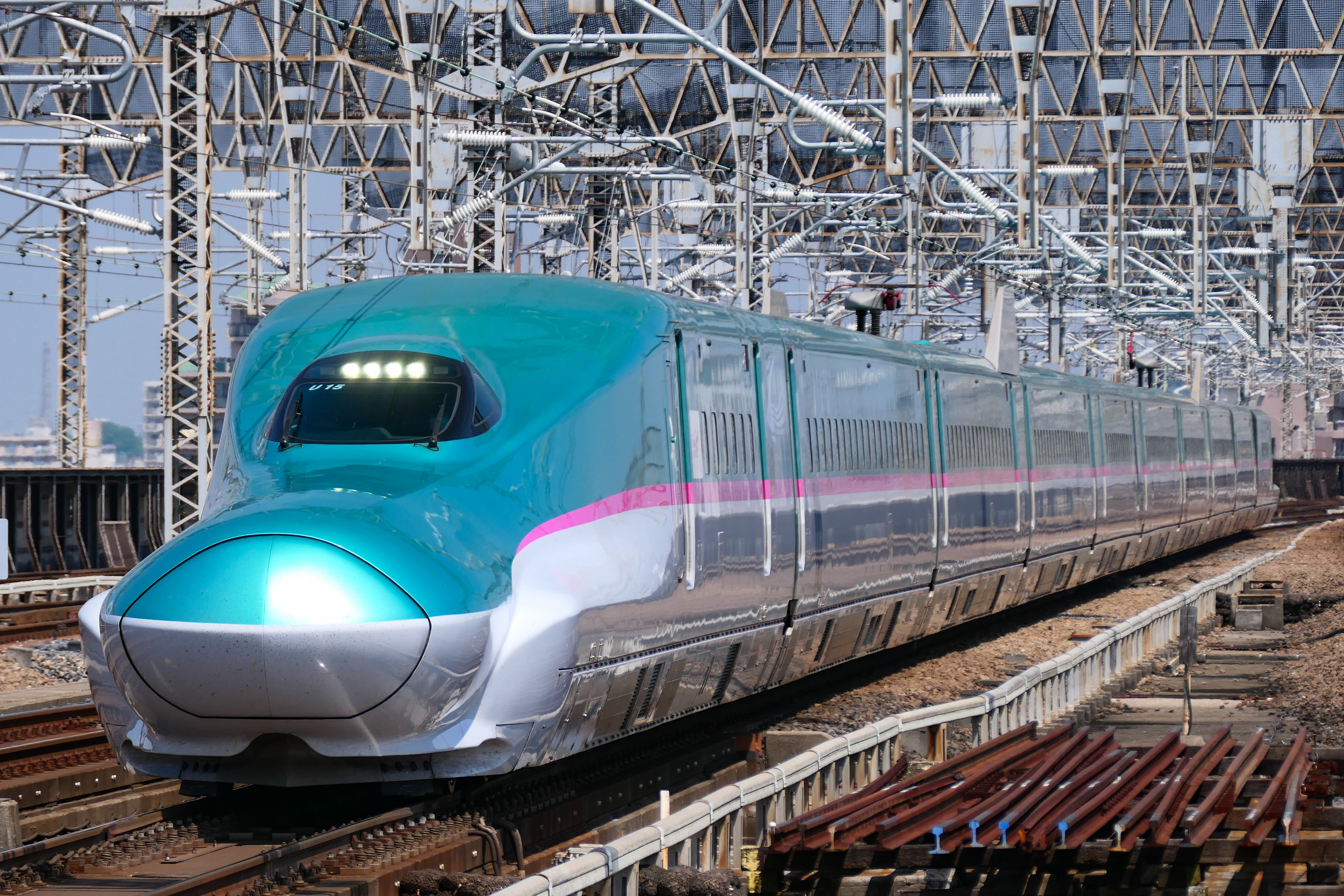
E5系
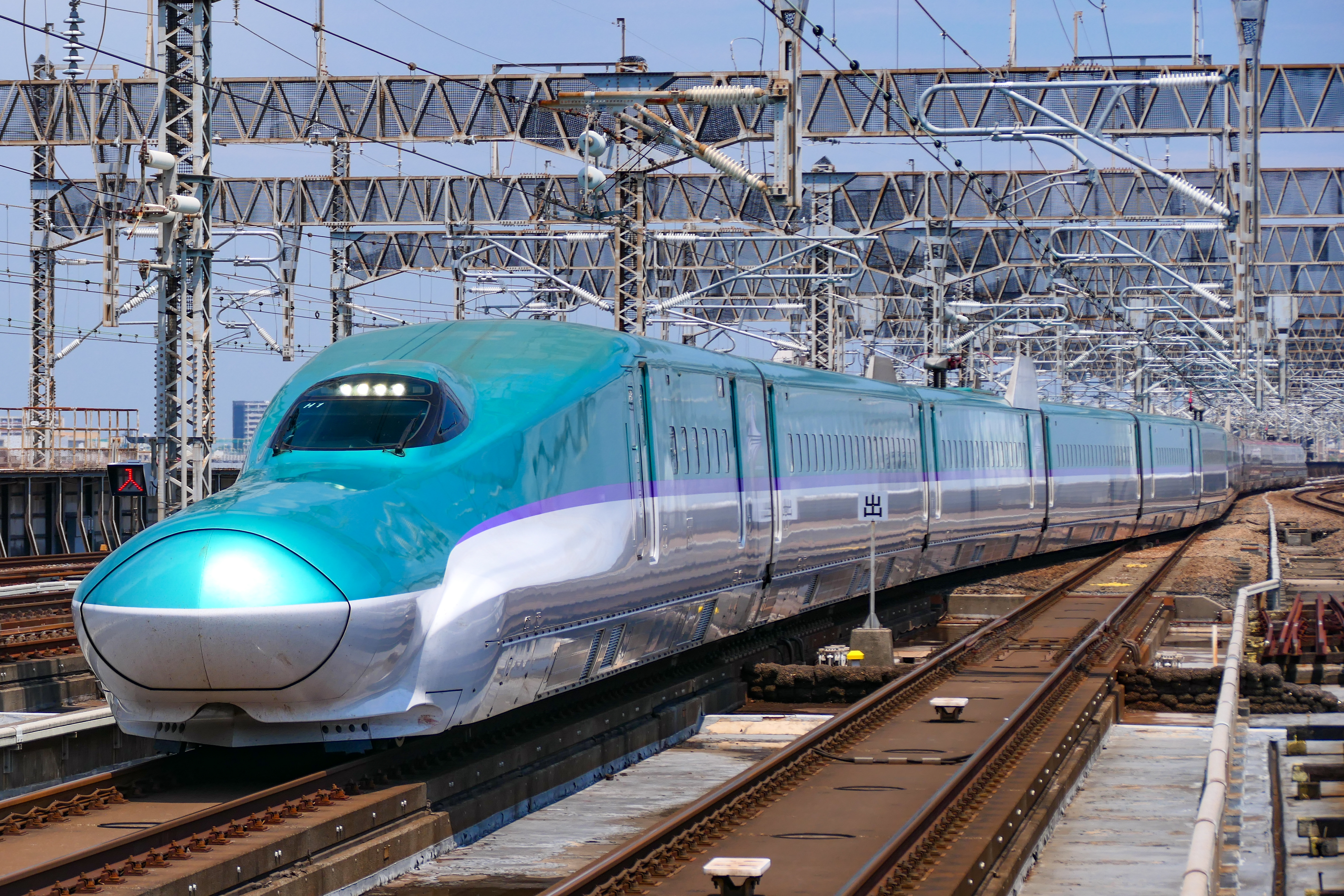
H5系
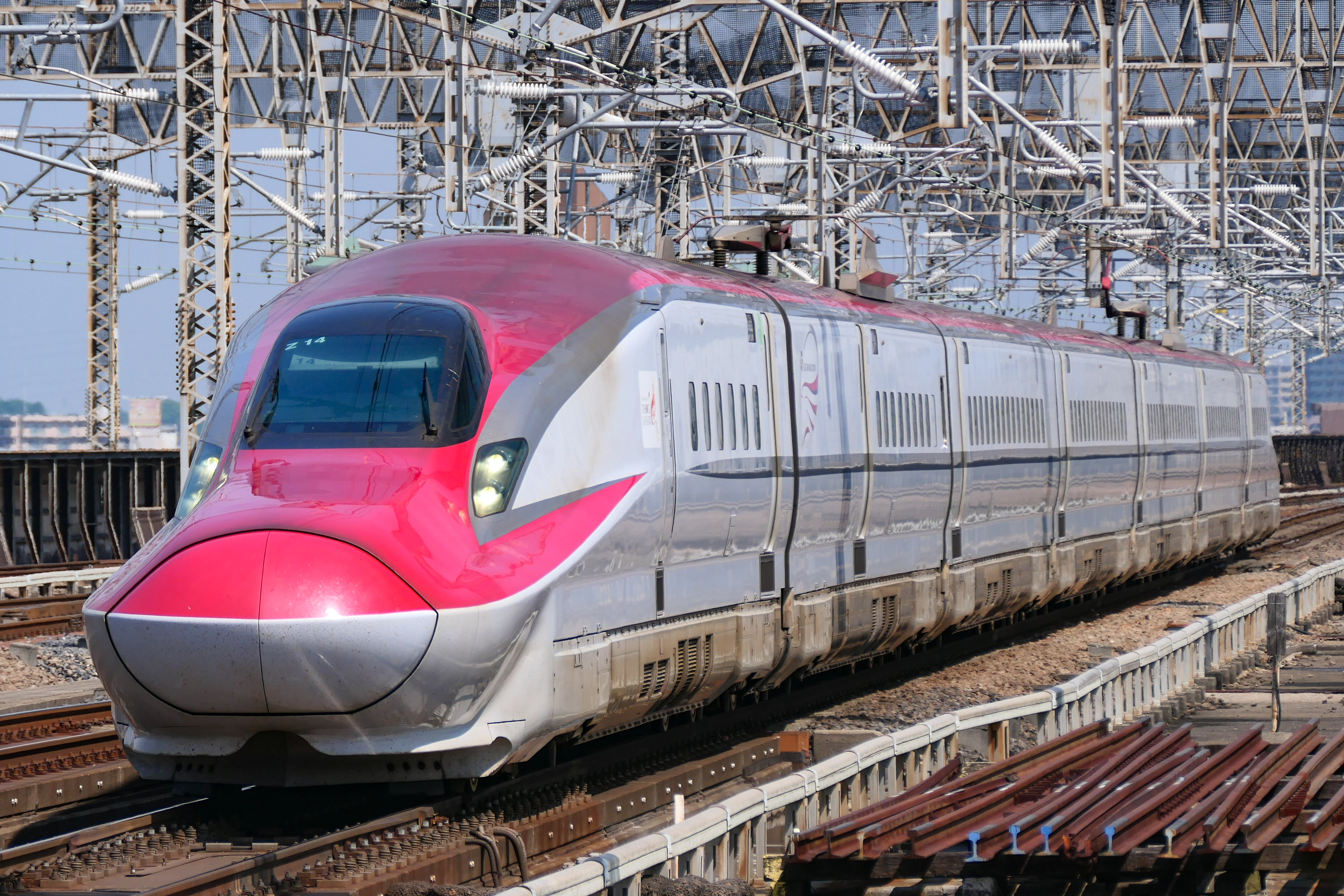
E6系
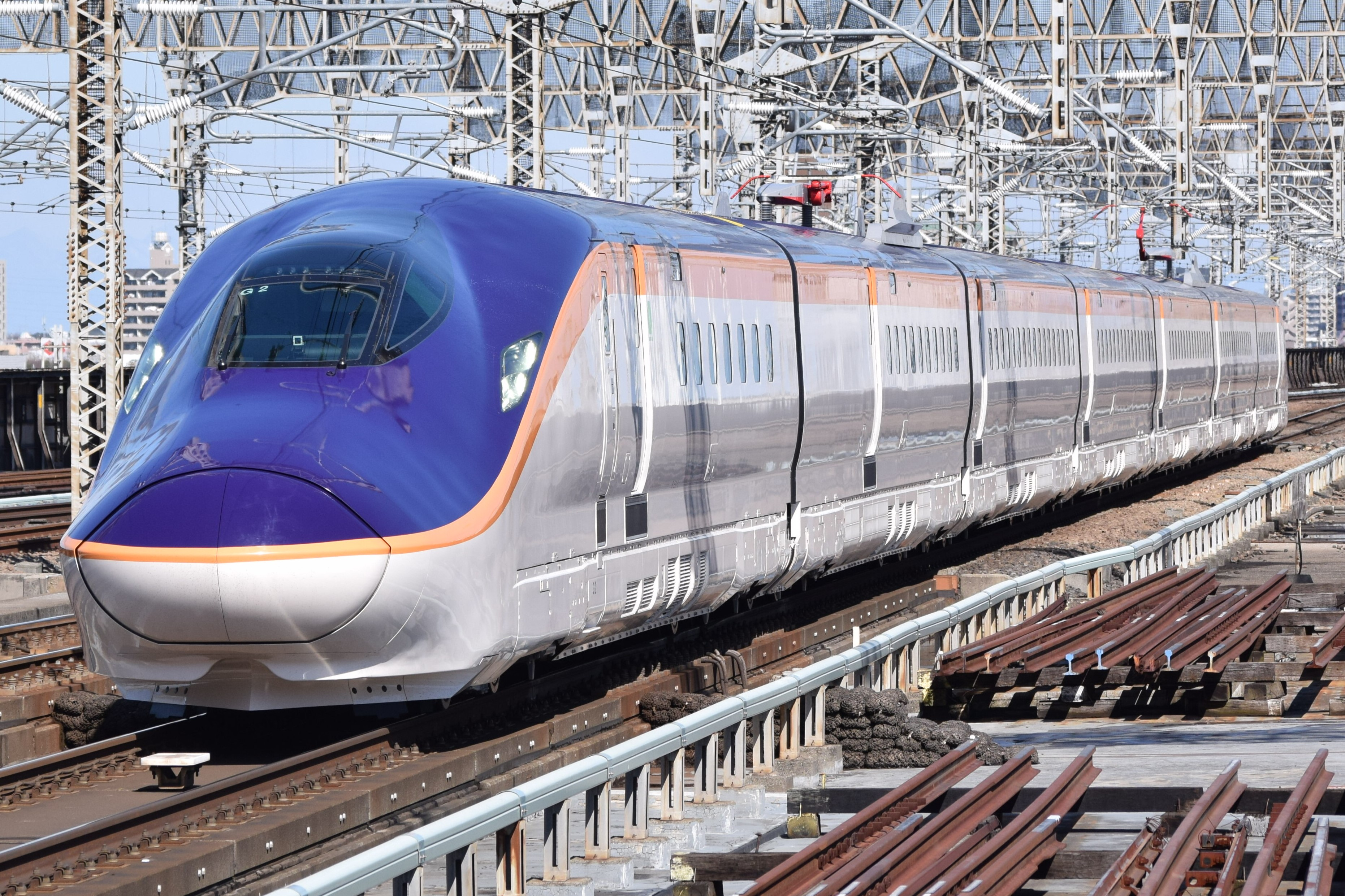
E8系

#### 事業用・試験用車両
編成記号の「S」は、系列に関係なく非営業用車両全般に用いられている。400系などの量産先行車も営業運転開始まで「S」を付けていた。
- E926形（East i） - S51編成。新在直通対応。
- E956形（ALFA-X） - S13編成。

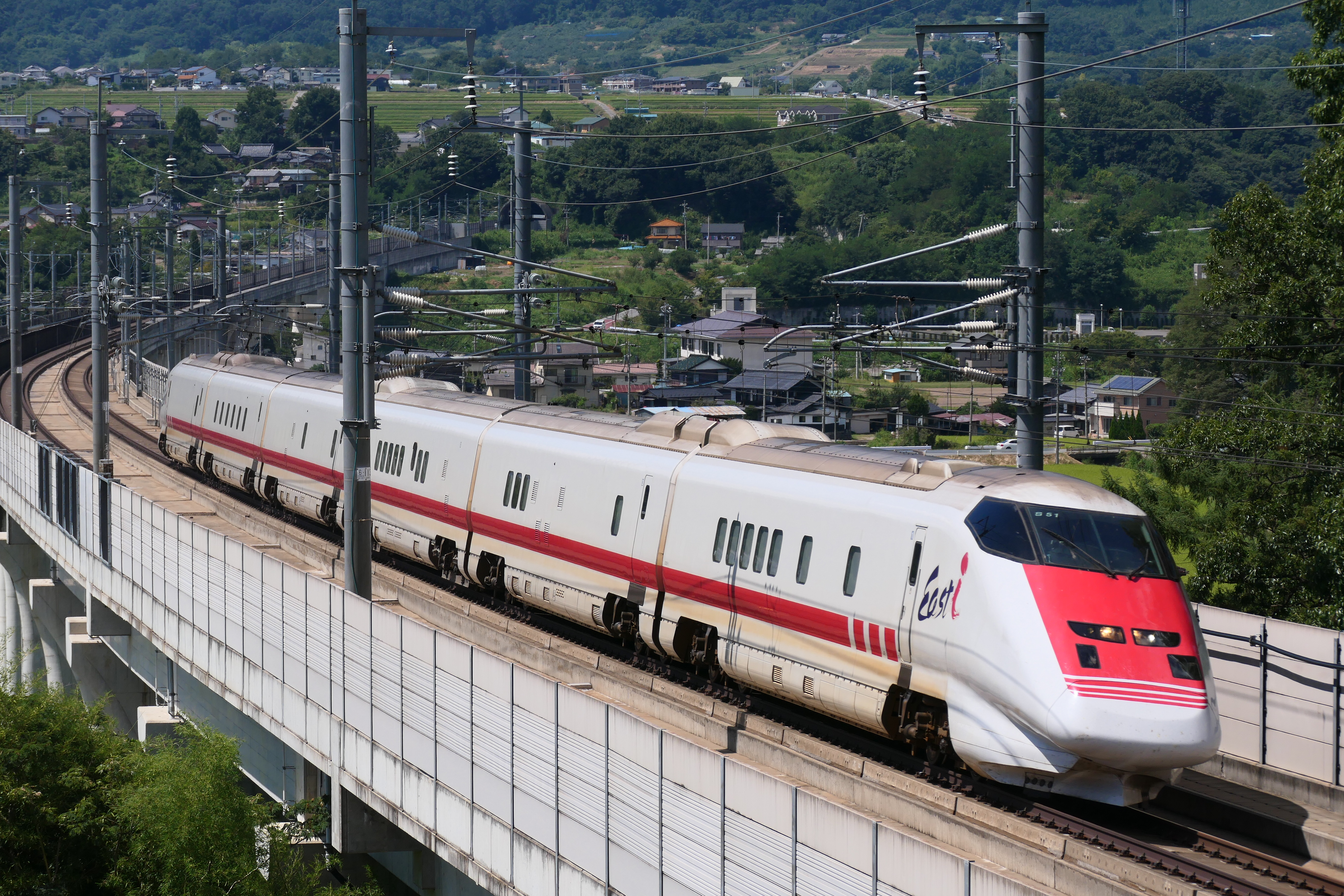
検測走行中の「East i」

### 導入予定車両
- E10系 - 2030年度以降に営業開始予定。E2系・E5系の後継車両として製造され、2027年秋から試験走行を行う[39]。

### 過去の車両

#### 営業車両
- 200系 - E・F・G・H・K編成。E5系の増備により、2011年11月18日をもって全編成の定期運用終了。上越新幹線での定期運用も2013年3月15日で終了。
- 400系 - L編成、7両編成。新在直通用。山形新幹線「つばさ」と「なすの」（増結用）で使用された。E3系2000番台への置き換えにより、2010年4月18日の臨時「つばさ18号」をもって運用終了。
- E1系 - M編成、12両編成。2階建て車両"Max"。「Maxやまびこ」と「Maxあおば」（後に「Maxなすの」）で使用された。1999年12月3日をもって定期運用終了。上越新幹線での定期運用も2012年9月28日で終了。
- E4系 - P編成、8両編成。2階建て車両"Max"。「Maxやまびこ」と「Maxなすの」（一部列車は「なすの」）で使用された。E5系の増備により、2012年9月28日をもって定期運用を終了した。上越新幹線でも2021年10月1日を最後に定期運用を終了した[40]。2017年6月24日に仙台駅発上野駅行きの臨時列車「東北新幹線開業35周年記念号」として運用された。
- E3系 - R編成、6両編成。新在直通用。秋田新幹線「こまち」と東北新幹線「なすの」（増結用）として使用。「こまち」での運用は2014年3月15日のダイヤ改正をもって終了。その後はR21・R22編成が「こまち」ロゴの撤去等を行った上で東北新幹線「やまびこ」「なすの」の一部列車の増結用として用いられたが2020年10月より運用離脱[41]。翌年9月にR21編成、11月にR22編成が廃車となった。なお他のR編成は廃車または改造されている。

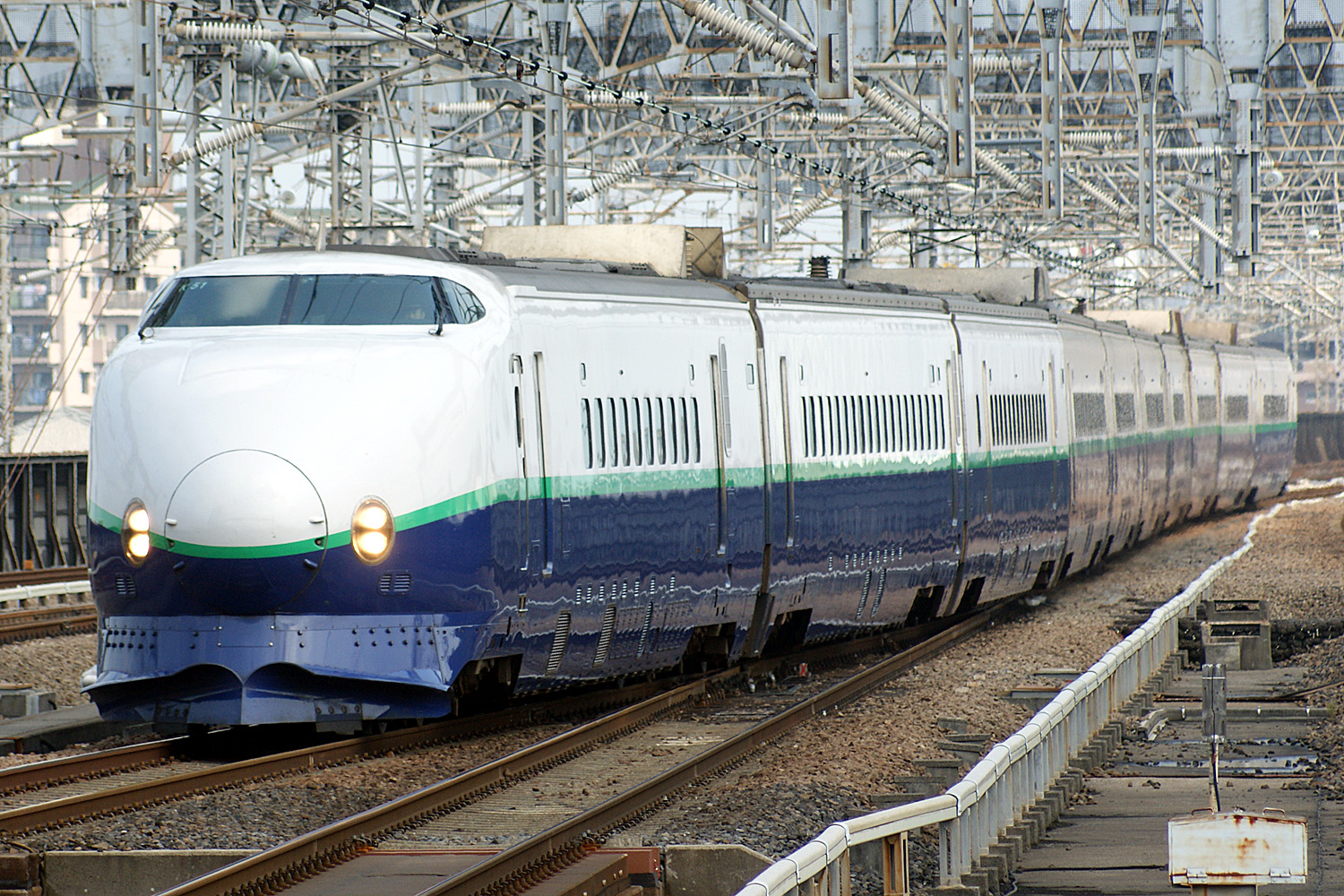
200系 （リニューアル車）
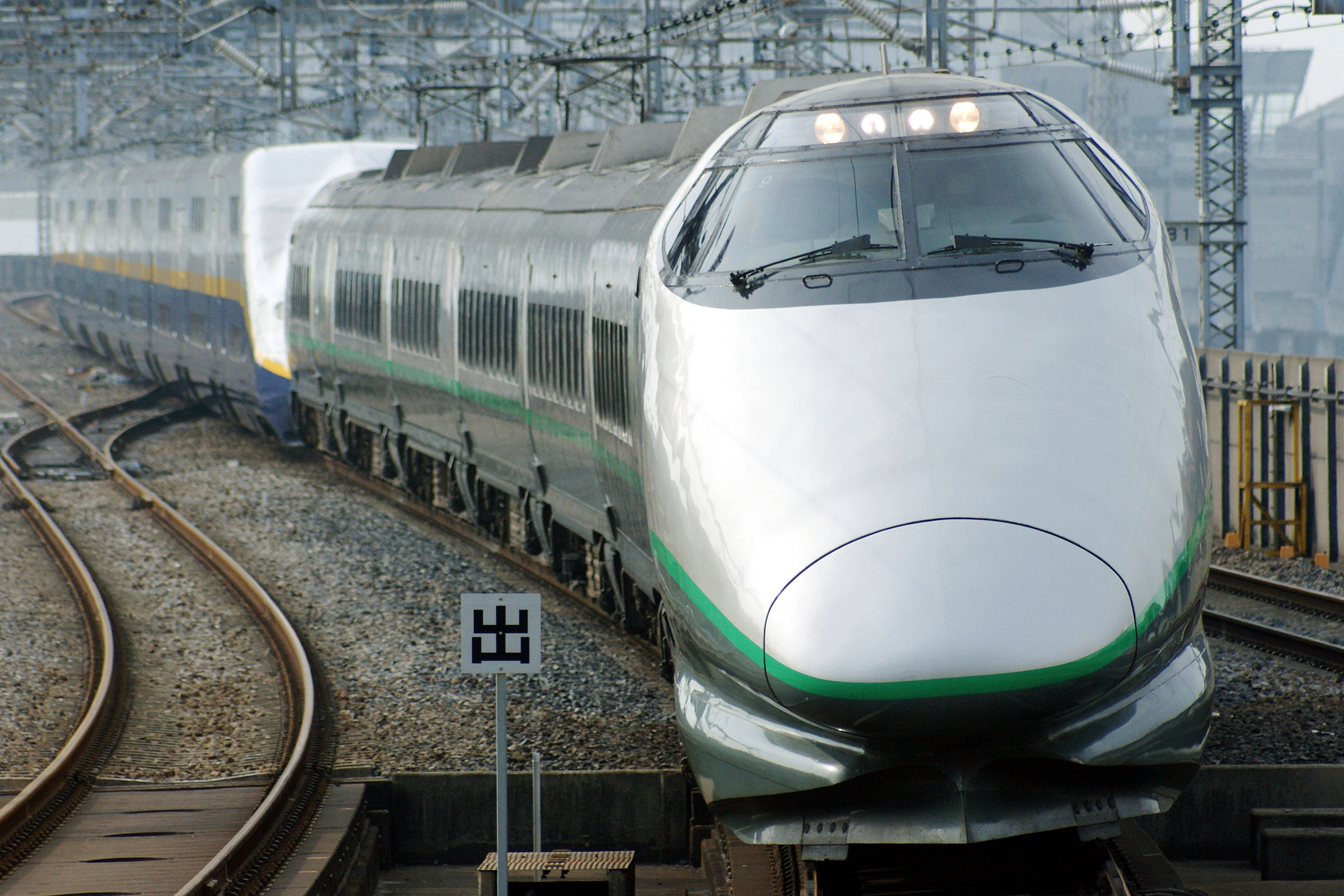
400系 （リニューアル車）
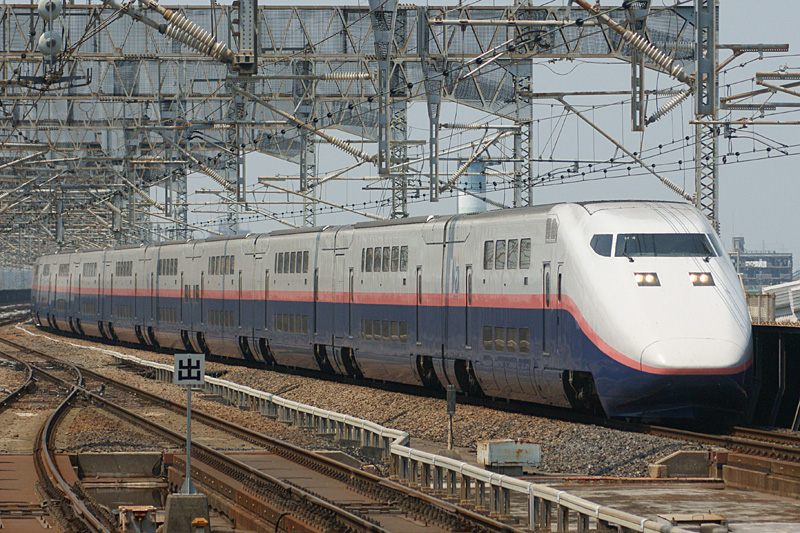
E1系 （リニューアル車）
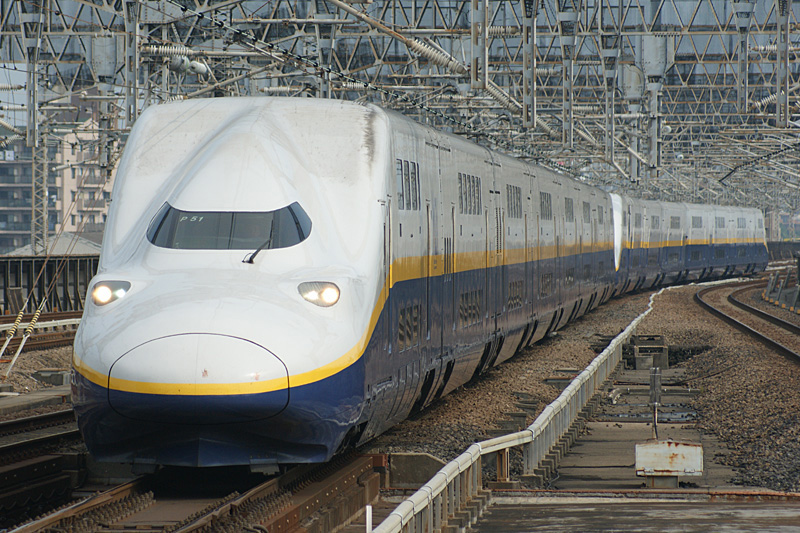
E4系
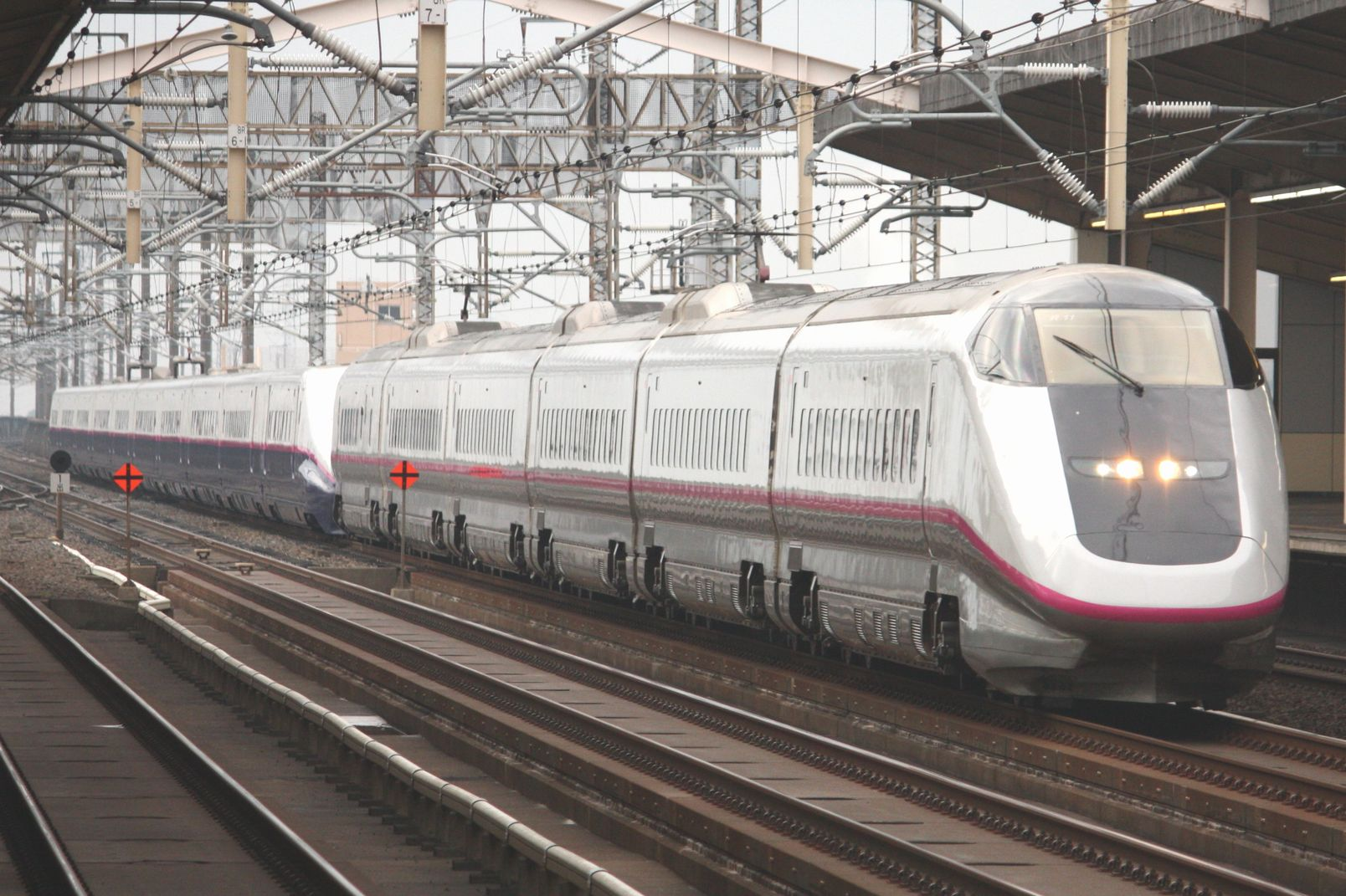
E3系0番台

#### 事業用・試験用車両
- 925形（ドクターイエロー） - S1・S2編成。
- 961形
- 962形
- 952形・953形（STAR21）
- E954形（FASTECH 360S） - S9編成。
- E955形（FASTECH 360Z） - S10編成。新在直通対応。

## 乗務員
- 東京新幹線運輸区
- 仙台新幹線運輸区
- 盛岡新幹線運輸区

## 運賃と特急料金
運賃は営業キロに基づいて算出する。東京駅 - 盛岡駅間の営業キロは対応する在来線である東北本線のものと同一になっている（同区間の営業キロは535.3キロメートル、実キロは496.5キロメートル）。盛岡駅以北の営業キロは、並行在来線が第三セクター鉄道へ移管されたため、対応するJR路線がないことから実キロ（新幹線での実際の距離）がそのまま用いられている。
特急料金は、「三角表」により各駅間個別に定められている。一方、この各駅間の特急料金は当該区間の営業キロに基づいて算出されたものである。2019年10月1日改定の営業キロに対応する特急料金、およびその他の特定の区間の特急料金は以下のとおり。
なお、大宮駅 - 盛岡駅間については1982年の大宮駅までの暫定開業時、「営業キロが500キロメートルをわずかに越える（505キロメートル）ために特急料金負担増になる」ことが終着駅である盛岡で問題となり、当時、国鉄がこの区間について特例措置を取った経緯から401-500キロメートル区分の特急料金となっている。
| 営業キロ・区間 | 営業キロ・区間                                              | 特急料金（円） | 特急料金（円） |
| 営業キロ・区間 | 営業キロ・区間                                              | 自由席         | 指定席         |
| -------------- | ----------------------------------------------------------- | -------------- | -------------- |
| 100キロ以下    | 郡山駅 - 福島駅                                             | 880            | 1,410          |
| 100キロ以下    | 隣接駅間（50キロ以下）、 一ノ関駅 - 北上駅、北上駅 - 盛岡駅 | 880            | 2,400          |
| 100キロ以下    | 隣接駅間（51 - 100キロ）、 古川駅 - 一ノ関駅                | 1,000          | 2,400          |
| 100キロ以下    | 上記以外                                                    | 1,870          | 2,400          |
| 101 - 200キロ  | 上野駅 - 宇都宮駅                                           | 2,300          | 2,830          |
| 101 - 200キロ  | 上記以外                                                    | 2,640          | 3,170          |
| 201 - 300キロ  | 201 - 300キロ                                               | 3,530          | 4,060          |
| 301 - 400キロ  | 301 - 400キロ                                               | 4,300          | 4,830          |
| 401 - 500キロ  | 401 - 500キロ                                               | 4,840          | 5,370          |
| 501 - 600キロ  | 大宮駅 - 盛岡駅                                             | 4,840          | 5,370          |
| 501 - 600キロ  | 上記以外                                                    | 5,170          | 5,700          |
| 601 - 700キロ  | 601 - 700キロ                                               | 5,540          | 6,070          |
| 701キロ以上    | 701キロ以上                                                 | 6,070          | 6,600          |

1. 1 2  特定特急券区間

- 東京駅と大宮駅以北の各駅との間の特急料金は、東京駅発着の営業キロは使用せず、上野駅発着の営業キロで算出した特急料金に210円を加算した額となっている。
- 特急料金（指定席）は、閑散期は一律200円引き、繁忙期は一律200円増し、最繁忙期は一律400円増し。自由席は通年で同額。
- グリーン車を利用する場合には、乗車日に適用される普通車指定席の特急料金から530円を引き、利用区間に応じたグリーン料金を加算した金額となる。「グリーン料金」を参照。
- グランクラスを利用する場合には、乗車日に適用される普通車指定席の特急料金から530円を引き、利用区間に応じたグランクラス料金を加算した金額となる。「グランクラス料金」を参照。
- 「はやて」の立席特急券の料金は自由席特急料金と同額（ただし特定特急券区間は1,870円）。
- 「はやぶさ」「こまち」を大宮駅 - 盛岡駅間で利用する場合の特急料金は、以上の方法で算出された料金に「はやぶさ」「こまち」利用区間に応じた差額料金（最大520円）を加算した金額となる。「はやぶさ (新幹線)#特急料金」を参照。

## 営業

### 車内設備
全列車に普通車とグリーン車を連結するほか、E5系・H5系を使用する「はやぶさ」「はやて」全列車と、「やまびこ」「なすの」の一部列車（2022年時点）には、より上位のグレードである「グランクラス」車両も連結する。

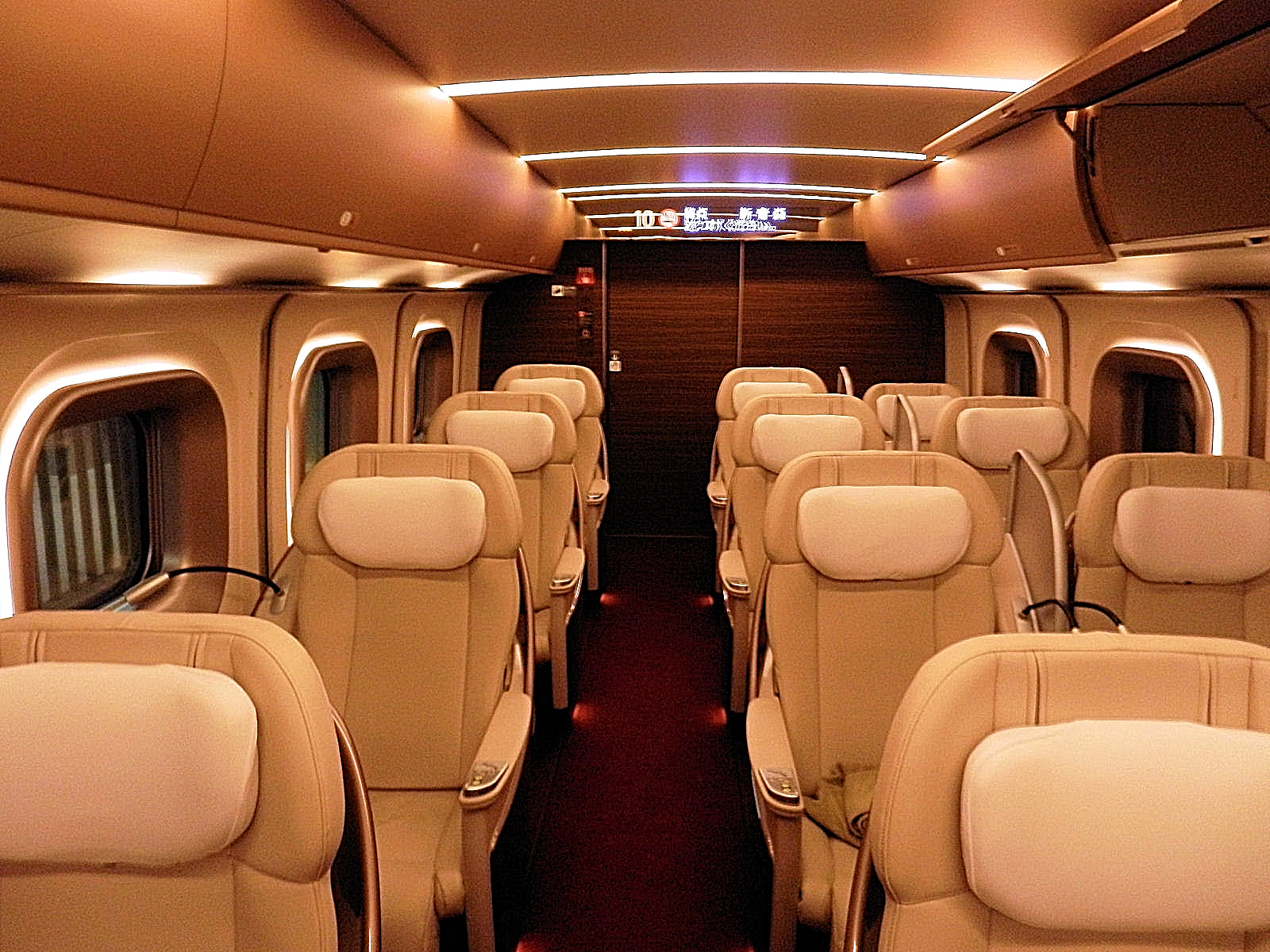
E5系のグランクラス
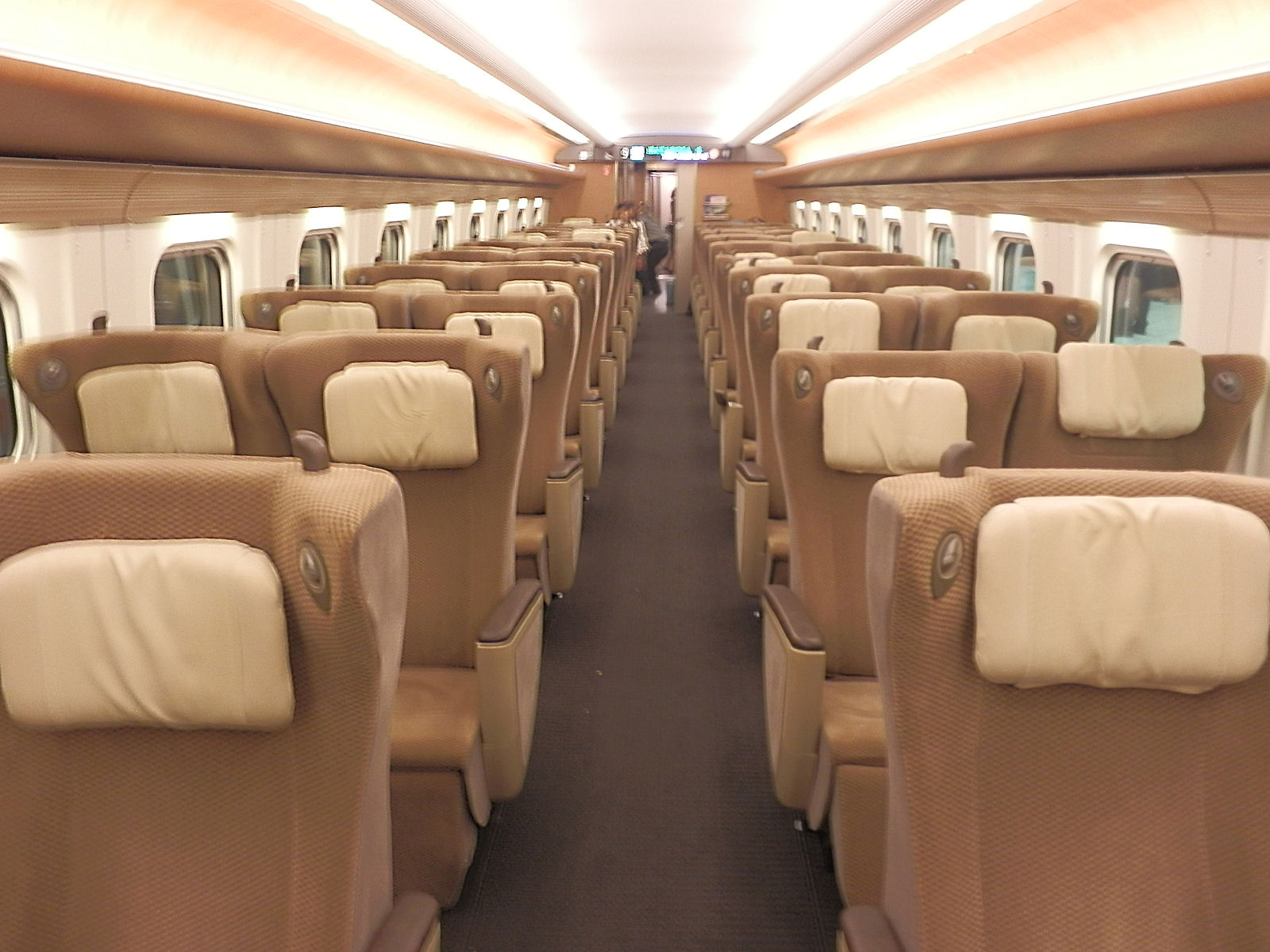
E5系のグリーン車
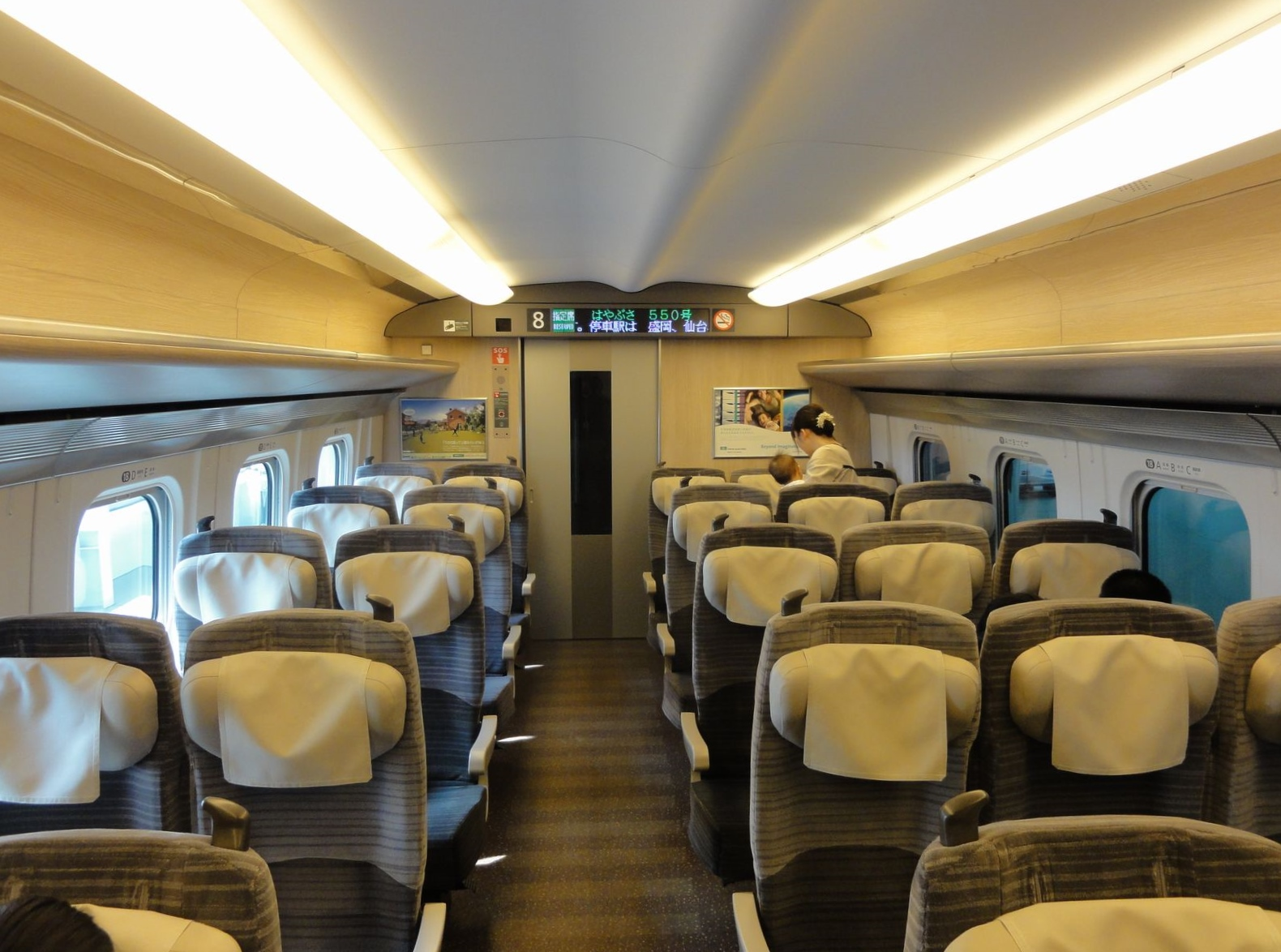
E5系の普通車
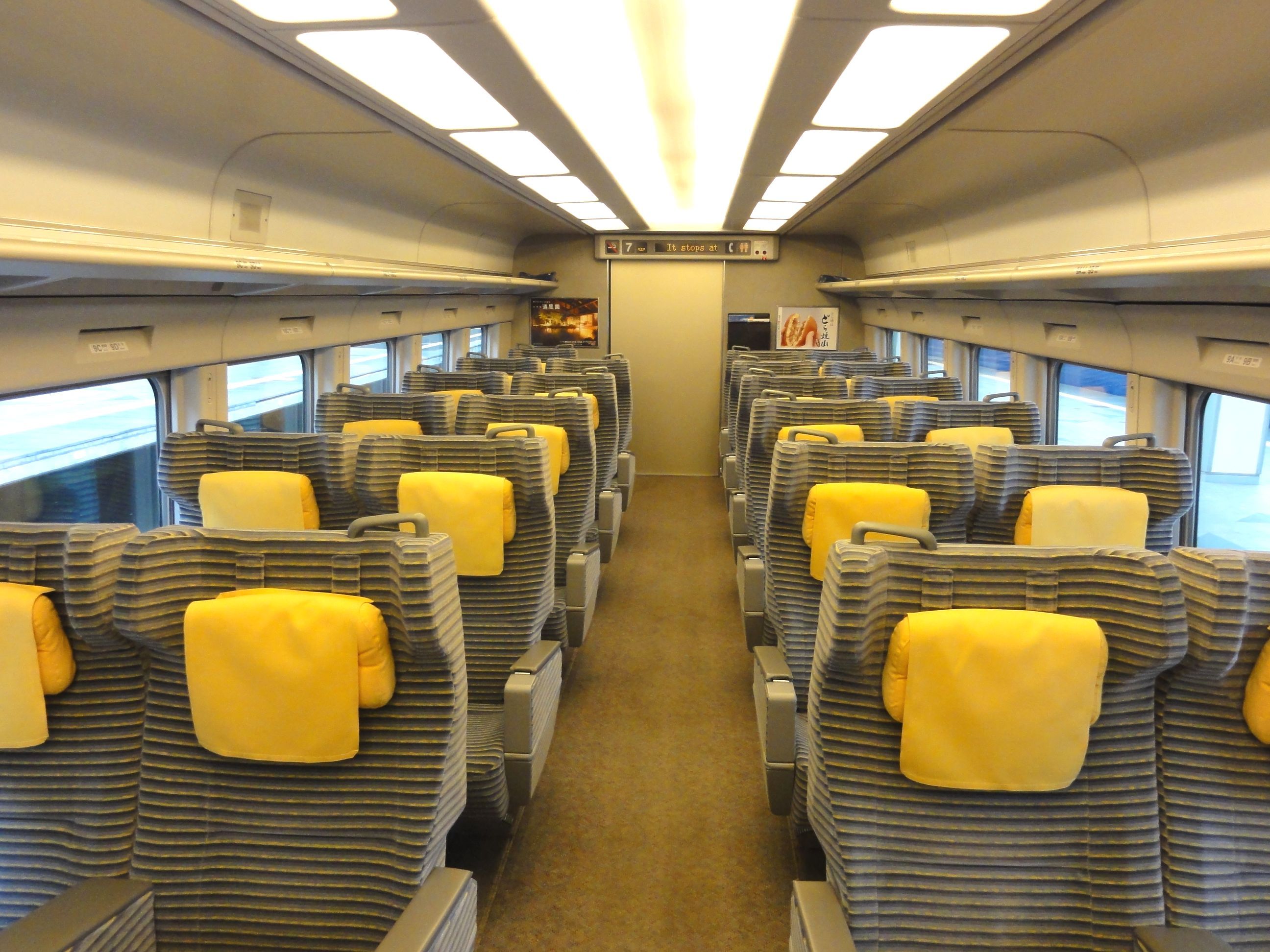
E2系のグリーン車
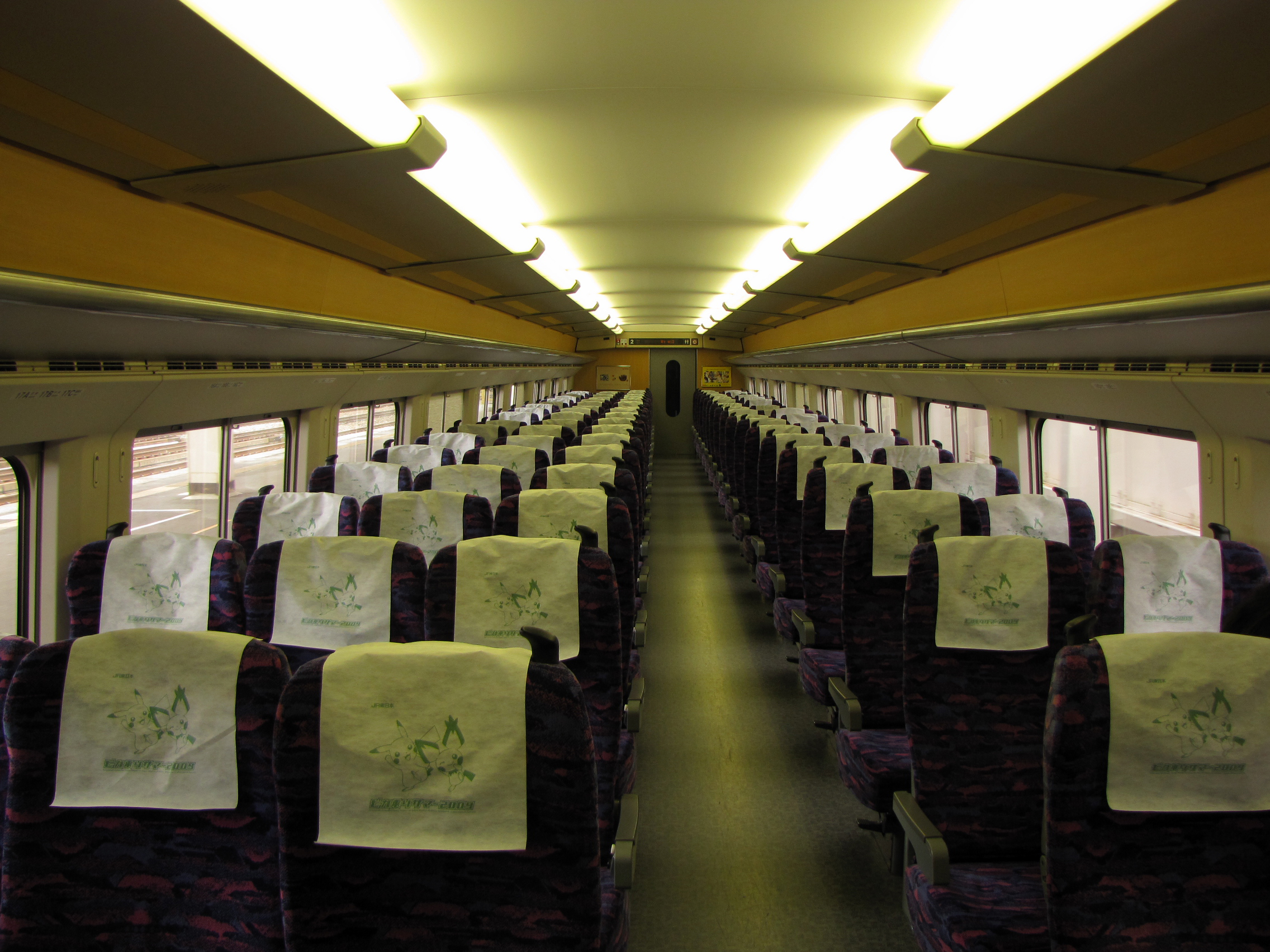
E2系（1000番台）の普通車
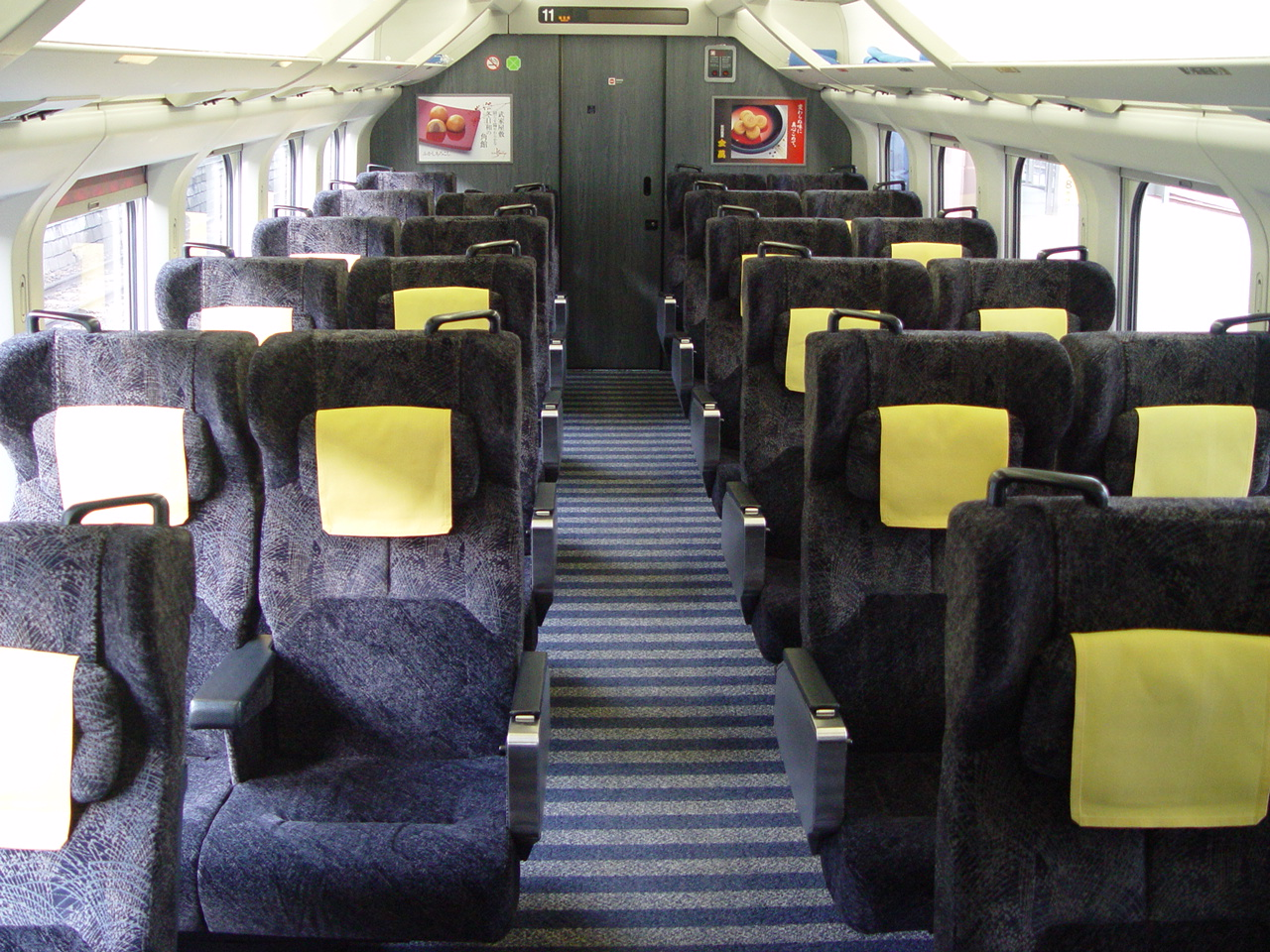
E3系（0番台）のグリーン車
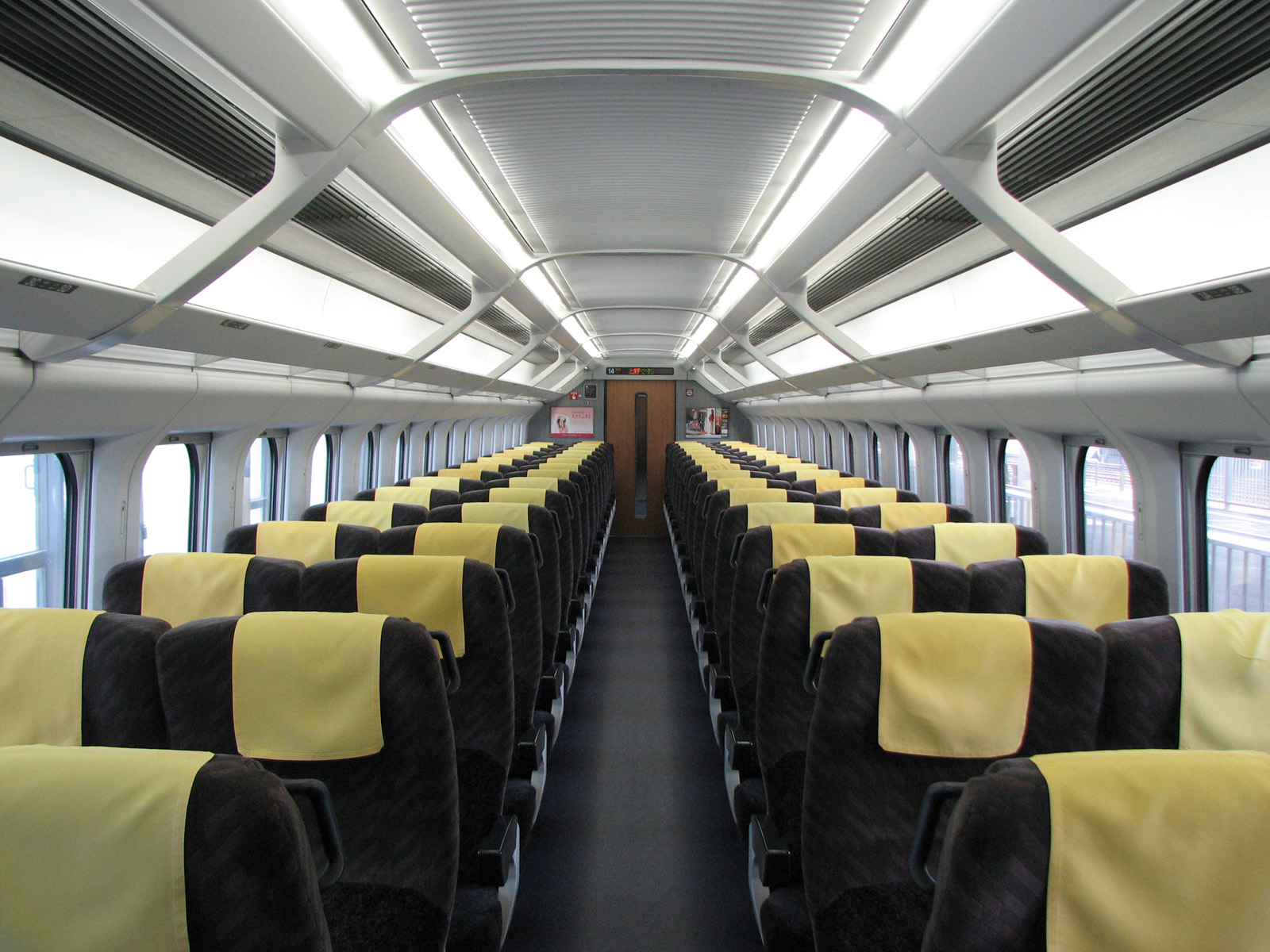
E3系（0番台）の普通車

なお、JR東日本は2007年3月のダイヤ改正以降、東北・上越・山形・秋田の各新幹線および在来線特急列車の全てを禁煙車とし、車内での喫煙はできない。

## 主要技術

### 冬季対策設備

東北新幹線沿線の豪雪地帯

東海道新幹線は開業4か月目で雪害の影響により列車の定時運行ができなくなった。そのため、寒冷・豪雪地帯を通過する東北・上越新幹線では10年に1度の積雪量に対しても正常に運行することを目的に「新幹線雪害対策委員会」が設立され、その成果が実際の雪害対策に反映された。東北・上越新幹線では10年以上かけて沿線の気象調査や技術開発が行われ、沿線の状況に合わせた雪害対策が取られた。東北新幹線沿線は上越新幹線に比べて降雪量は少ないものの、12月から3月の平均気温が0 ℃未満であることから、年最大積雪深が30 cm以上となる一ノ関駅 - 盛岡駅間に貯雪型高架橋が採用された。貯雪式高架橋は、高架橋の軌道面をかさ上げすることで生じた空間に、新幹線車両のスノープラウによって排雪された線路上の雪をためることが可能な構造になっている。貯雪型高架橋は盛岡駅 - 八戸駅間でも採用されている。七戸十和田駅付近では予想される最大積雪深が貯雪能力を上回るため、貯雪量を拡大したポケット式貯雪型高架橋や高架橋内の降雪を減らすための雪覆いを設けた半雪覆式貯雪型高架橋が新幹線として初めて採用された。
積雪量が多いがバラスト軌道である北上駅付近および第2北上川橋梁付近の延長3.0 kmは、貯雪能力が不足するため、散水消雪設備が設けられている。また、東京起点630.44 km以北（七戸十和田駅 - 新青森駅間）のトンネル間の明かり区間約13 kmにも散水消雪設備が設けられている。この区間は寒冷・多雪地帯であるため、上越新幹線で実績のあるスプリンクラーによる散水消雪方式の採用が検討され、2000年から2002年にかけて長さ60 mのモデル高架橋を設置した七戸消雪試験場で試験を行った後、2008年度に青森市内に船岡消雪試験場として300 mの本線高架橋を建設し、散水消雪試験が行われた。試験で得られた結果をもとに、七戸十和田駅 - 新青森駅間で散水消雪システムが導入された。
新幹線では高速で列車が走行するため、列車風によって雪が舞い上がり台車等に着雪する。その後気温の高い地域などで雪が落下し、地上設備を損傷させることがある。そのため12月1日から3月31日までの冬期間にバラストスクリーンを常時設置し、落雪によるバラストの飛散を防止している。また、400 km/hの営業列車からの落雪でも破損しない新型のEast-i地点検知地上子を開発した。また、建設当時に雪害が想定されていなかった大宮駅 - 仙台駅間では、降雪や積雪の状況によっては徐行運転を行なうことで地上設備の破損を防止する。
分岐器においては雪による転換不良を防止するための対策がなされており、車両からの雪の持ち込みを防ぐために気温が規定値を下回ると作動する融雪マットヒーター、落雪防護マクラギ、レールを温めて雪を除去する電気温風式融雪機や直接加熱式電気融雪機、可動部に挟まった雪などを高圧の温水で除去する温水噴射式融雪装置が設置されている。

### 地震対策
東北新幹線沿線では太平洋沖での地震発生が多いことから、地震をいち早く感知して列車を停止させるため、沿線に約20 km間隔で設置された地震計を用いた沿線検知システムに加えて、海岸線に約80 km間隔で設置された地震計を用いた「海岸線検知システム」が導入された。1982年の開業当時は初期微動を引き起こすP波を用いた警報が実用段階ではなかったため、主要動を引き起こすS波の加速度の大きさを基準とした警報が導入された。地震計が設置されている場所の加速度が設定値以上になると警報が発せられ、予め決められた警報範囲で変電所からのき電を停止し、列車の非常ブレーキが作動することで列車防護を行うものであった。
1975年から国鉄において、P波から地震の規模や位置を推定するアルゴリズム（早期検知アルゴリズム）の研究が行われ、世界初のP波警報システムである「ユレダス（Urgent Earthquake Detection and Alarm System）」の開発が進められた。ユレダスは1992年に東海道新幹線で導入が開始され、1998年には東北新幹線においても導入された。ユレダス導入によってP波およびS波の2種類の警報判定が可能になり、S波到達より早く新幹線の停止信号を送ることが可能になった。
その後、最新の観測技術や高速ネットワークに対応し、早期探知アルゴリズムを改良した「早期地震防災システム」が開発された。
2004年に発生した新潟県中越地震による上越新幹線脱線事故を受けて、新幹線車両が地震などにより脱線した場合でも、車両がレールから大きく逸脱することを防止する「車両逸脱防止L型ガイド」を開発し、2008年度上期までに全ての新幹線車両に設置を完了した。さらにレールの転倒や大幅な移動を防ぎ、L型車両ガイドが有効に機能するよう、スラブ軌道用、バラスト軌道用、弾性まくらぎ直結軌道用の「レール転倒防止装置」を開発し、敷設工事が進められている。
JR東日本は早期地震検知体制のさらなる強化を図るため、防災科学技術研究所が整備を行っている「日本海溝海底地震津波観測網（S-net）」の地震観測データを新幹線早期地震検知システムに導入することを進めており、2017年11月より房総沖、2019年1月25日より茨城・福島沖から釧路・青森沖にかけての海底地震計情報が導入された。これにより、従来の検知体制と比較して最大で約20秒程度の検知時間の短縮が図られるとしている。

## 沿革

### 整備計画決定まで
1969年（昭和44年）5月30日に「新全国総合開発計画」が閣議決定された。この中で主要開発事業の構想として「東北新幹線鉄道の建設を早急に行なうとともに」と、現在の東北新幹線に相当する新幹線鉄道の建設構想が盛り込まれた。
1970年（昭和45年）に全国新幹線鉄道整備法（以下は「全幹法」と略記）が公布された。1971年（昭和46年）1月に全幹法第5条第1項の規定による「建設を開始すべき新幹線鉄道の路線を定める基本計画」（昭和46年告示第17号）により東北新幹線（東京都 - 盛岡市）、上越新幹線（東京都 - 新潟市）、成田新幹線（東京都 - 成田市）の基本計画が公示された。この基本計画において東北新幹線（東京都 - 盛岡市）は東京都を起点に「宇都宮市附近、仙台市附近」を主要な経過地として盛岡市を終点とすることが示された。同年4月1日に3路線の整備計画が決定された。東北新幹線は最高設計速度260 km/h、建設主体は日本国有鉄道（国鉄）とされた。
並行する在来線である東北本線の、東京に近い区間では、輸送量の増大で線路容量が逼迫していた。1976年（昭和51年）3月の時点では、大宮駅 - 小山駅間における1日当たりの下り片道列車本数は、特急・急行が80本、その他が130本、計210本だった。東海道新幹線が開業する直前の1964年（昭和39年）4月時点では、東海道本線の平塚駅 - 小田原駅間における1日当たり下り片道列車本数は、特急・急行が62本、その他が141本、計203本であったから、これを上回る状況だった。
1977年（昭和52年）時点で、東北本線の上野駅 - 宇都宮駅間は、通勤ラッシュ時を除いて、1時間あたり片道で特急2本、急行3本、普通（貨物を含む）5本の計10本規格ダイヤを設定していたが、有効時間帯では限界に近い列車設定だった。混雑の激しい時間帯の特急を増発するために、規格ダイヤを全面的に見直し、1時間当たりさらに1本を設定できるようにした。これは、1978年（昭和53年）10月2日に実施された「ゴーサントオ」ダイヤ改正から導入されたが、特急列車のスピードダウンを余儀なくされた。

#### 盛岡以北のルート選定
全幹法の制定から盛岡以北の整備計画決定までの間、青森県内では、八戸市を経由する実際に建設された「東周りルート」と秋田県大館市、青森県弘前市付近を経由する「西周りルート」をめぐって激しい誘致合戦が繰り広げられた。東周りルートでは、八戸市など南部地方の自治体が岩手県と連携して「東北新幹線太平洋周り誘致期成同盟会」を、西周りルートでは弘前市など津軽地方の自治体が秋田県と連携して「東北新幹線秋田・津軽ルート誘致促進期成会」をそれぞれ結成しそれぞれのルートの優位性を主張したため、政治的課題に発展した。
1972年（昭和47年）6月に、新たに4路線の基本計画が決定され、7月3日に昭和47年告示第242号によって東北新幹線（東京都 - 青森市）に基本計画が改正された。この基本計画において東北新幹線は東京都を起点に「宇都宮市附近、仙台市附近、盛岡市」を主要な経過地として青森市を終点とすることが示された。これにより、国鉄に対してルート調査の指示が出され、整備計画決定に向けてルート問題の解決が急がれた。最終的に青森県は「東北新幹線と日本海沿岸新幹線の2線について、本県内の実現を期するとともに、両線の同時完成を目標にその建設促進にあたる」とする旨の調停案を作成し、県内の意見統一が図られた。
翌年の1973年（昭和48年）11月には北海道新幹線（青森市 - 札幌市）、東北新幹線（盛岡市 - 青森市）、北陸新幹線（東京都 - 大阪市）、九州新幹線（福岡市 - 鹿児島市）、九州新幹線（福岡市 - 長崎市）の5路線（いわゆる整備新幹線）の整備計画が決定された。東北新幹線は最高設計速度260 km/h、主要な経過地として「八戸市附近」が示され、建設主体は日本国有鉄道とされた。
青森市内の駅については、青森駅併設、ヤード地区（現・青い森セントラルパーク）、石江地区（現・新青森駅）の3案が国鉄側から示され、青森駅併設を求める青森市との議論の末、最終的に石江地区への建設が決まった（理由・経緯は「新青森駅#歴史」参照）。

### 東京駅 - 盛岡駅間の建設・開業
1971年（昭和46年）10月12日に東京 - 盛岡間の工事実施計画（その1）の認可申請が行われ、10月14日に認可、11月に東北新幹線の工事に着手した。開業当初は最高速度210 km/h、12両編成の計画であるが、最高速度260 km/h、大きな手戻りなく16両編成に対応できる建設基準であった。認可時点での計画は、東京駅については、東京駅在来第6、第7ホームを東北新幹線に転用し、2面4線の東海道新幹線ホームとあわせて4面8線の新幹線ホームとして、このうち5線を東北新幹線と東海道新幹線が直通可能な配線にする計画であった。2019年時点においても東京駅構内の東北新幹線と東海道新幹線の線路は完全に分離されている。東京駅を出た後は秋葉原駅付近で地下に入り、御徒町から上野公園の下を通って日暮里駅構内で再び地上に出て、京浜東北線沿いに赤羽まで北上し、北区浮間を経て荒川を渡り、荒川から大宮駅手前にかけては延長10.8 kmの南埼玉トンネルを建設する計画であった。

#### 大宮駅 - 盛岡駅間の暫定開業
認可時点での完成目標は1976年（昭和51年）度であったが、オイルショック後の経済悪化や国鉄の経営悪化などにより、1977年（昭和52年）には完成目標が1980年（昭和55年）度に、1981年（昭和56年）には完成目標が1986年（昭和61年）度に繰り下げられた。1978年（昭和53年）6月から1980年（昭和55年）6月にかけては「新幹線総合試験線」として、既に完成した鷲宮 - 石橋間約42.8 kmを使用した走行距離約68,000 kmにおよぶ試験走行が行われ、騒音・振動対策をはじめ約200項目の技術開発試験が行われた。
また、東北新幹線の雪対策設備を実車走行により確認するため、「雪対策試験線」として1979年（昭和54年）冬季に仙台 - 北上間約115 km、1980年（昭和55年）冬季に仙台 - 盛岡間約170 kmにおいて、耐寒・耐雪対応車両として開発された200系および925形を使用して、走行距離約56,400 kmにおよぶ試験走行を行った。同年12月には東北・上越両新幹線の開業を1982年（昭和57年）春とし、仮の始終着駅を大宮駅とすること、大宮 - 上野間の開業を1984年（昭和59年）度とし、東京 - 上野間についても引き続き完成に努力することが発表された。
1982年（昭和57年）6月23日に大宮駅 - 盛岡駅間が暫定開業した。上野駅 - 大宮駅間には新幹線リレー号が運行された。

#### 東北・上越新幹線建設反対運動による大宮以南延伸開業の遅延

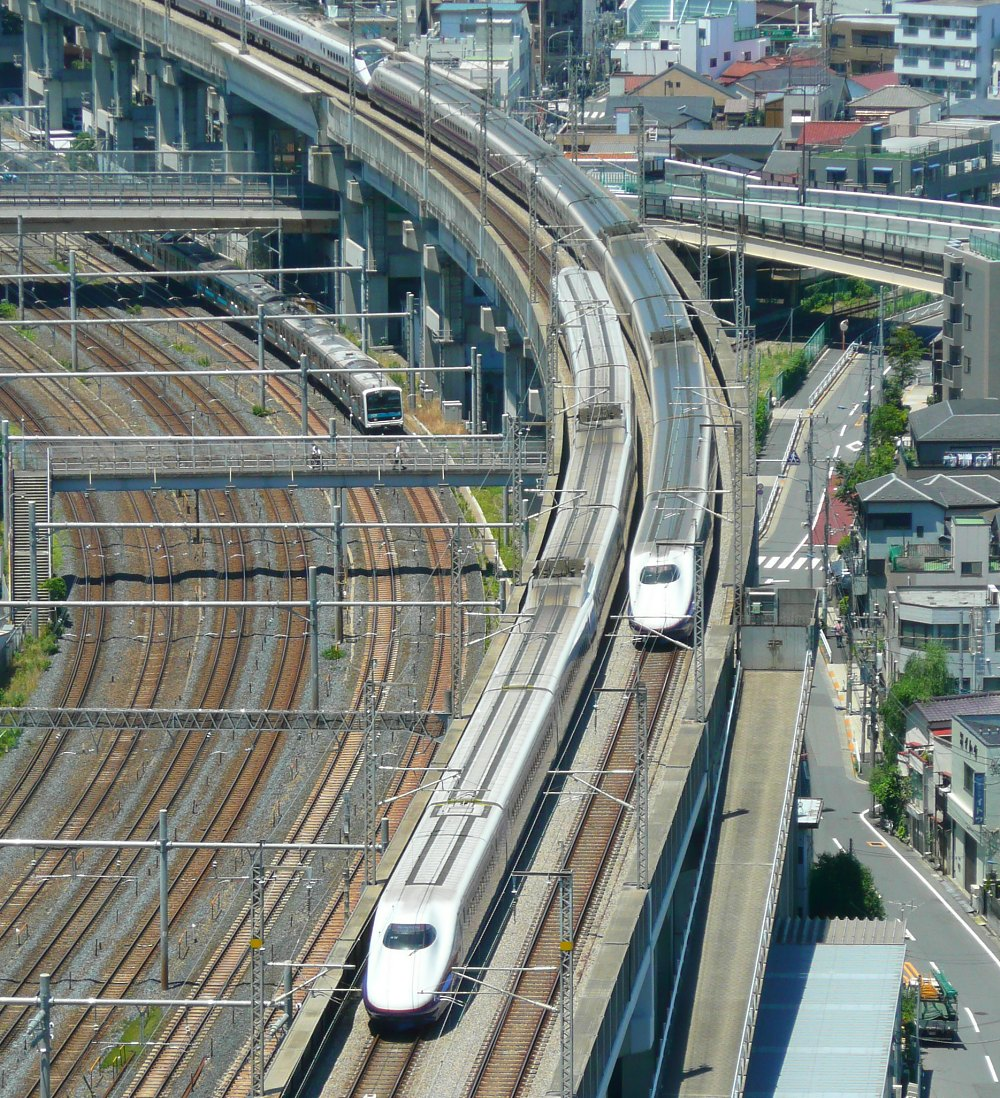
上野駅 - 大宮駅間を走行する列車
（王子駅付近）

東北・上越新幹線の建設が開始された1970年代前半は、名古屋新幹線訴訟をはじめ、先に開業していた東海道・山陽新幹線の騒音問題が社会問題化した時期にあたる。このような中で建設が開始された東北・上越新幹線の沿線では、東北地方を含めた各地で騒音を懸念しての反対運動が展開された。特に、当初の工事実施計画では地下方式（南埼玉トンネル）での建設が予定されていた荒川北岸 - 大宮駅南側（埼玉県南部の戸田市・浦和市・与野市）の区間は、軟弱な地質により地盤沈下が懸念されたため、1973年（昭和48年）3月10日に高架方式に変更、また、その経路の変更に伴い東京都北区・板橋区においては、星美学園の敷地直下にトンネル（赤羽台トンネル）が新たに掘られることとなった。そのため、特に都市化が進展しつつあった、埼玉県南部沿線3市やその沿線住民およびトンネルで真下を通過することになった同学園とそれに呼応した北区の沿線住民の反対運動は、激化・長期化することとなり、工事用地内への居座り・デモ行進・地元説明会打切りなどの妨害行為がなされ、開業時期の遅れや事業費の肥大化の大きな原因となった。この反対運動により、通勤新線（現在の埼京線）を併設するなど計画の変更がなされた。
その後、国鉄が新幹線と通勤新線の併設を正式に表明したことなどを受け、沿線3市や北区の反対姿勢も軟化し、住民側も反対運動は次第に下火となっていったが、与野・浦和・戸田3市の一部の住民は1980年（昭和55年）4月に高架線での認可の取り消しを求める訴訟を、同年9月には北区の沿線11地区の住民が工事差し止めを求める訴訟をそれぞれ起こしたが、最後まで強硬に反対していた星美学園が1982年（昭和57年）11月25日に補償問題について和解と合意に達した。しかし、一部区間の工事については、前述の住民訴訟もあり、1983年（昭和58年）8月に国鉄再建監理委員会の緊急提言により、安全対策上やむを得ない工事に限って施工するとした方針が示され、工事は一時停滞した。その後、3市の住民側は当時の埼玉県知事の提案などによって沈静化、北区の住民側も1984年（昭和59年）6月30日にトンネル上部の支障住宅の移転が完了、同年8月8日には地元と工事に関する協定書が正式に調印、裁判も同年10月3日に和解が成立し、全体の着工が可能となった。
また、1971年（昭和46年）10月の認可時点では、東北新幹線は東京駅在来第6、第7ホームを東北新幹線に転用し、秋葉原駅付近で地下に入り、御徒町から上野公園の下を通って日暮里駅内で再び地上に出るルートが計画されており、上野に駅を設置する計画は存在しなかった。しかし、東海道新幹線の利用客増加に伴う東京駅の容量不足により、第7ホームは東海道新幹線に転用された。これを補完するために上野駅を設置する工事実施計画の変更が行われ、1977年（昭和52年）12月に東京 - 盛岡間工事計画変更 （その2）が認可された。東北新幹線の上野駅は深さ約30 mの地下4階に設けられ、2面4線で折り返し可能な構造で設計された。

#### 上野駅 - 大宮駅間開業と240km/h化
1983年（昭和58年）3月の役員会において、上野開業時に東北新幹線の運転速度を230 km/h程度とする申し合わせが行われた。その後約1年間にわたり大宮 - 盛岡間で行われた約27.6万 kmにおよぶ240 km/h走行耐久試験の結果を踏まえて、1984年（昭和59年）11月に240 km/hの営業運転が決定された 。
1985年（昭和60年）3月14日に上野駅 - 大宮駅間が開業し、最高速度240 km/h運転を開始した。これにより、大宮駅での新幹線リレー号への乗り換えが不要になり、上野駅 - 盛岡駅間の所要時間は最短で2時間45分に短縮された。しかし、上野駅 - 大宮駅間は、前述の経路変更により住宅密集地を極力避けたため、大宮駅以南のルートでは曲線半径600 mから2,000 mの急カーブが連続し、線形上の制約により最高速度は110 km/hとなった。

#### 国鉄民営化と東京延伸
1987年（昭和62年）4月1日の国鉄分割民営化に伴い、東北新幹線の営業主体は東日本旅客鉄道（JR東日本）が承継し、東北新幹線（東京駅 - 盛岡駅）の鉄道施設の保有および東京駅 - 上野駅間の建設は新幹線鉄道保有機構が承継した。JR東日本は新幹線鉄道保有機構にリース料を支払い、鉄道施設を借り受けて運営していた。また、東京駅 - 上野駅間の実際の工事は新幹線鉄道保有機構からの委託契約によりJR東日本により施工された。
都心部を通過するルートであり用地買収を極力抑えるため、上野駅 - 東京駅間のルートは複雑になっている。東京駅では、第6ホームを東北新幹線に転用し、将来的に東海道新幹線と直通運転可能な構造とした。東京駅を出て、呉服橋から竜閑橋の間は都道407号線（江戸通り）の中央分離帯に橋脚を設置し、道路の上空半分に高架橋を建設、神田駅付近では在来線高架橋を取り壊したうえで新幹線高架橋を建設した。この高架橋は新幹線高架橋の上に在来線高架橋を継ぎ足す重層化を考慮した設計がされており、在来線部分は2015年3月に上野東京ラインとして開業している。秋葉原駅付近からは25 ‰勾配で下り、地下の上野駅へ向かうが、この区間にある第1上野トンネルでは1990年（平成2年）1月にシールド工法区間（御徒町トンネル）の建設中に陥没事故が発生している。
1991年（平成3年）6月20日に東京駅 - 上野駅間が開業した。東北・上越新幹線で東京駅へ向かう場合の在来線乗り換えが不要となったことにより、所要時間は東京駅 - 仙台駅間では22分短縮されて1時間44分、東京駅 - 盛岡駅間では20分短縮されて2時間36分、東京駅 - 青森駅間では21分短縮されて4時間54分となった。同年10月に新幹線鉄道保有機構は『新幹線鉄道に係る鉄道施設の譲渡等に関する法律』に基づき、東北新幹線（東京駅 - 盛岡駅）および上越新幹線の鉄道施設を3兆1,069億円でJR東日本に譲渡し、解散した。

### 直通運転の増加と275km/h化
1988年（昭和63年）8月から奥羽本線 福島駅 - 山形駅間を狭軌（1,067 mm）から新幹線車両が直通可能な標準軌（1,435 mm）に改軌する工事が行われ、1992年（平成4年）7月1日に山形新幹線「つばさ」として東北新幹線との直通運転を開始した。山形新幹線開業に合わせて新幹線と在来線の双方の規格に対応した400系が導入された。
東北・上越新幹線では、東海道・山陽新幹線と同様の「新幹線運行管理システム」（COMTRAC）などの運行管理システムが用いられていたが、システムの陳腐化や北陸新幹線の開業など運行形態の複雑化を見据えて、新たなシステムとして「新幹線総合システム」（COSMOS）を1995年11月に導入した。また、1995年から1997年10月1日の北陸新幹線開業時のダイヤ改正に至るまで、運行体系の見直しによるダイヤ改正が行われた。東北新幹線では開業以来、速達タイプ「やまびこ」と各駅停車タイプ「あおば」という列車愛称であった。しかし、「あおば」に比べて「やまびこ」の乗車率が高く、仙台駅や盛岡駅などの長距離利用客が指定席を取りづらくなっていることや、東京駅 - 宇都宮駅間などの近距離需要の増大に伴い、運行体系の見直しが行われた。1995年12月のダイヤ改正では、運行区間を基本とした列車愛称に変更され、近距離需要向けに東京駅 - 那須塩原駅間に「なすの」を新設し、遠距離需要を主とする「やまびこ」の停車駅を削減した。
1992年（平成4年）3月から田沢湖線 盛岡駅 - 大曲駅間においても同様の改軌工事が、奥羽本線 大曲駅 - 秋田駅間においては狭軌と標準軌の単線並列化工事が行われ、1997年（平成9年）3月22日に秋田新幹線「こまち」として東北新幹線との直通運転を開始した。新たな新在直通対応車両として、在来線区間で最高速度130 km/h、新幹線区間において最高速度275 km/hで走行可能なE3系が導入された。秋田新幹線開業に合わせて「こまち」と併結する「やまびこ」のうち最速タイプの3往復は、宇都宮駅 - 盛岡駅間で最高速度275 km/hで走行可能なE2系が導入された。これにより、所要時間は東京駅 - 盛岡駅間で2時間36分から15分短縮されて最速2時間21分、東京駅 - 秋田駅間で開業前の4時間37分から48分短縮されて3時間49分となった。同年10月1日に北陸新幹線 高崎駅 - 長野駅間が開業した。北陸新幹線の乗り入れ開始に伴い、東京駅のJR東日本の新幹線ホームが1面2線から2面4線に増設された。東北新幹線では列車名の見直しが行われ、東京駅 - 那須塩原駅間「なすの」、東京駅 - 仙台・盛岡駅間「やまびこ」に統一され、「あおば」は列車愛称としては廃止された。

### 盛岡駅 - 新青森駅間の建設・開業

#### 建設の凍結と運輸省案による整備方針
国鉄の経営悪化などを背景に1982年（昭和57年）9月の臨時行政調査会の基本答申に沿って、東北新幹線（盛岡市 - 青森市）を含む整備新幹線計画を当面見合わせる閣議決定がなされた。
1985年（昭和60年）12月に、盛岡 - 新青森間の認可申請が行われた。1986年（昭和61年）11月には、青森市の石江地区に、奥羽本線の駅として新青森駅が開業した。国鉄改革や行財政改革の進展、沿線地域の建設促進への強い要望などを背景に、1987年（昭和62年）1月に整備新幹線建設の凍結解除が閣議決定され、盛岡駅以北の東北新幹線の建設に道が開かれた。
同年4月1日の国鉄分割民営化に伴い、1972年（昭和48年）の整備計画では国鉄が建設主体とされていた東北新幹線（盛岡市 - 青森市）は、日本国有鉄道改革法等施行法の附則により東日本旅客鉄道（JR東日本）が営業主体および建設主体とされたが、同年9月に施行された「旅客鉄道株式会社が建設主体とされている新幹線鉄道の建設に関する事業の日本鉄道建設公団への引継ぎに関する法律」により東北新幹線（盛岡市 - 青森市）の建設は日本鉄道建設公団に引き継がれた。

東北新幹線（盛岡市 - 青森市）の運輸省案

整備新幹線着工に向けた動きが進められる一方、建設費を削減するため、いわゆる「運輸省案」が考案され、東北区間については以下のような案が検討された。時間短縮効果の高い沼宮内 - 八戸間に標準軌新線を建設し、盛岡 - 沼宮内間および八戸 - 青森間に狭軌に加え標準軌を導入する新幹線直通線化（ミニ新幹線化）をすることで上野 - 青森間で新幹線による直通運転を行い、所要時間を4時間51分から4時間2分に短縮するとした。
- 東北区間の「運輸省案」[107]
  - 盛岡 - 沼宮内間：新幹線直通線
  - 沼宮内 - 八戸間：標準軌新線
  - 八戸 - 青森間：新幹線直通線

1988年（昭和63年）8月31日の「整備新幹線の取扱いについて」において整備新幹線着工優先順位が示され、1(i)として北陸新幹線高崎 - 軽井沢間の標準軌新線、なお軽井沢 - 長野間の取扱いは1998年冬季五輪の開催地決定を考慮して3年以内に結論を出す。1(ii)として高岡 - 金沢間の新幹線規格新線。2として東北新幹線。3として九州新幹線。4として糸魚川 - 魚津間の新幹線規格新線とされた。
1989年（平成元年）1月17日の政府与党申合わせにおいて、整備新幹線の建設主体などが示された。整備新幹線の事業費はJR、国、沿線の地方自治体の負担とすること。建設主体は日本鉄道建設公団とし、建設した鉄道施設を公団がJRに有償で貸し付けること。北陸新幹線 高崎 - 軽井沢間を平成元年度から本格的に着工すること、あわせて難工事推進事業として3トンネルについても平成元年度中に着手することなどが示された。同年6月に難工事推進事業として、沼宮内（現 いわて沼宮内）- 八戸間の岩手トンネルの着工が認可された。
1991年（平成3年）に新幹線鉄道直通線（ミニ新幹線方式）や新幹線鉄道規格新線（スーパー特急方式）による「暫定整備計画」を決定できるよう全幹法が改正された。1988年（昭和63年）の「整備新幹線の取扱いについて」において優先順位2位であった東北新幹線は、1991年8月22日に盛岡 - 青森間193.4 kmの工事実施計画が認可され、9月4日に三戸トンネルで起工式が行われた。沼宮内 - 八戸間は標準軌新線（フル規格）、盛岡 - 沼宮内間および八戸 - 青森間は新幹線鉄道直通線（ミニ新幹線方式）であり、1992年（平成4年）7月29日に盛岡市 - 岩手町間および八戸市 - 青森市間の暫定整備計画が決定された。

#### 全区間フル規格化
東北新幹線盛岡以北の工事は、フル規格とミニ新幹線が混在する形で着工されたが、1988年（昭和63年）の政府・与党申合せにおいては「従来の整備新幹線の整備計画はすべて維持されることを前提として、これをその第一歩と位置づける。また、今後、経済社会情勢の変化等を考慮して、5年後に見直すこととする。」との文言が盛り込まれていたため、全線フル規格整備を求める運動が続いた。青森県では、この運動の一環として、フル規格整備を求めるテレビCMを、関東の在京テレビジョン放送局にて放映した。内容は、経済評論家（当時）の海江田万里が出演し東北新幹線を恐竜の背骨に例え、「背骨がつながっていないと役に立たない」とフル規格での東北新幹線整備を主張するものであった。このCMは1993年（平成5年）6月1日から放送された。
その後、1994年（平成6年）2月に細川内閣における連立与党申合せおよび三大臣（大蔵・運輸・自治）申合せとして見直し案が示され「新たな財源を見出すことを前提として、平成9年以降新しい基本スキームを検討し、その成案を得ることとする。」としていたが、同年6月に村山内閣が発足し、亀井静香運輸大臣が前述の申合せの撤回を表明した。これを受けて9月に連立与党整備新幹線検討員会が発足し、議論が行われた結果、12月の連立与党および関係大臣申合せにより、盛岡 - 八戸間を標準軌新線（フル規格）に変更し、八戸 - 青森間の暫定整備計画（ミニ新幹線化）は取り下げることが決定された。前述の合意を踏まえて、1995年（平成7年）4月に盛岡 - 沼宮内間の工事実施計画が認可され、盛岡 - 八戸間の全区間がフル規格で建設されることになった。
1996年（平成8年）1月に橋本内閣が発足すると、連立与党整備新幹線検討委員会が再開され、9月まで議論が行われた。この中では、スーパー特急案、フリーゲージトレイン案なども新たに提案されたが、最終的に、12月25日の「整備新幹線の取扱いについて 政府与党合意」において、東北新幹線の新規着工区間として八戸 - 新青森（石江）間の標準軌新線（フル規格）が示された。平成8年の合意に基づいて、1998年（平成10年）1月に「政府・与党整備新幹線検討委員会における検討結果」が公表され、従来の整備新幹線計画が維持されていることを確認したうえで新規着工区間の優先順位が示され（1）東北新幹線 八戸 - 新青森間、九州新幹線（鹿児島ルート）船小屋 - 新八代間、（2）北陸新幹線 長野 - 上越間とされた。同年3月に八戸 - 新青森間の工事実施計画が追加認可され、新青森駅で起工式が行われた。

#### 全線開業に向けて
青森県では2003年アジア冬季競技大会の開催が決定されており、この大会までに盛岡 - 八戸間の開業を求めていた。2000年（平成12年）12月18日の「整備新幹線の取扱いについて」政府・与党申合せにおいて、東北新幹線 盛岡 - 八戸間については「平成14年（2002年）末の完成を目指す」、八戸 - 新青森間については「今後概ね12年後（2012年）の完成を目指す」とされた。
2002年（平成14年）12月1日に盛岡駅 - 八戸駅間が開業した。また、新たな最速達列車として「はやて」の運行を開始した。これにより、所要時間は東京駅 - 八戸駅間では37分短縮されて2時間56分、東京駅 - 青森駅間では28分短縮されて3時間59分（在来線乗り換え時間を含む）となった。
2003年（平成15年）10月1日に鉄道建設・運輸施設整備支援機構が設立され、日本鉄道建設公団は解散した。これにより東北新幹線 盛岡 - 新青森間の建設・貸付け業務は機構に引き継がれた。
2004年（平成16年）12月16日の「整備新幹線の取扱いについて」政府・与党申合せにおいて、東北新幹線 八戸 - 新青森間については「平成22年度末の開業を目指す」とされた。これにより、開業時期は約2年前倒しされた。
2010年（平成22年）12月4日に八戸駅 - 新青森駅が開業し、東北新幹線は整備計画決定から39年の歳月を経て全線開通となった。これにより、東京駅 - 新青森駅間の所要時間は36分短縮されて3時間23分となった。

### 全線開業後

#### 東日本大震災による被災と復旧

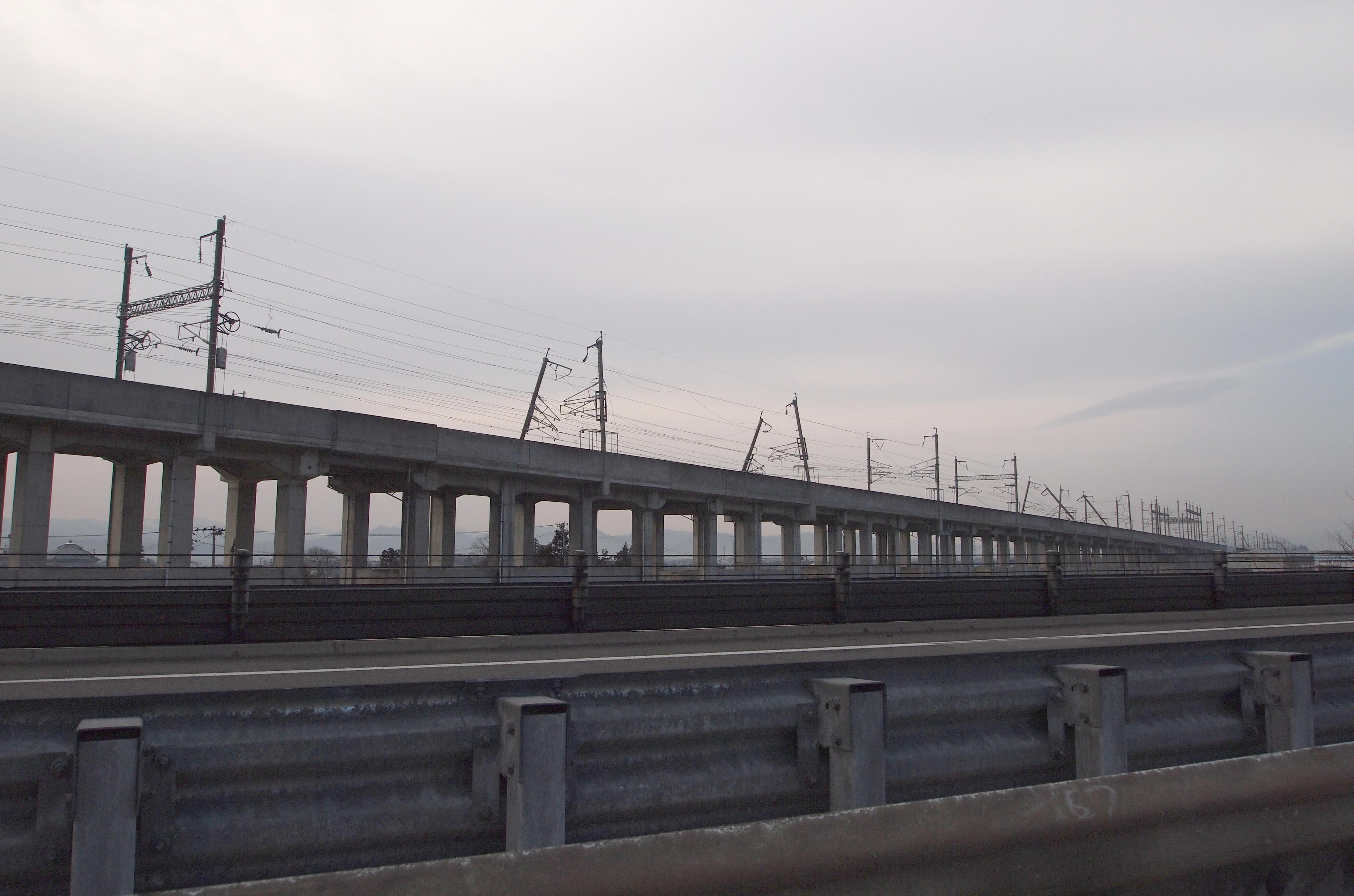
損傷した東北新幹線の架線（2011年3月13日、福島県伊達郡国見町付近）

2011年3月11日14時46分に発生した東北地方太平洋沖地震（東日本大震災）により、東北新幹線は大きな被害を受けた。地震発生時には仙台・盛岡支社管内で14本の列車（うち13本は営業列車）が運行していた。14時46分に管内の海底地震計が基準値を超える地震を感知し、仙台駅 - 古川駅間を約270 km/hで走行していた2本の列車は、運転中止基準値18.0カインを超過する12 - 15秒前にき電停止により自動的に非常ブレーキが作動し、緊急停車した。。営業列車に脱線は生じなかったが、仙台駅構内を約72 km/hで走行していた試7932B列車（E2系）の4両目の前台車2軸が脱線した。脱線原因としては東北地方太平洋沖地震の地震動のうち高架橋の固有振動数に近い振動が共振現象により増幅され、その振動が車両に上心ロールを生じさせたことが原因とされている。ただし、早期地震検知システムにより脱線直前に減速されていたことや、車両の逸脱防止ガイドが機能したことで、車両が軌道から大きく逸脱することはなかった（主要技術も参照）。駅間やトンネル内で停車した列車では、飲食物の配布等が行われたが、当日中に全ての対応を行うことは困難な状況であった。その後、バスで乗客を避難所まで輸送し、翌12日中には全ての乗客の救出が完了した。

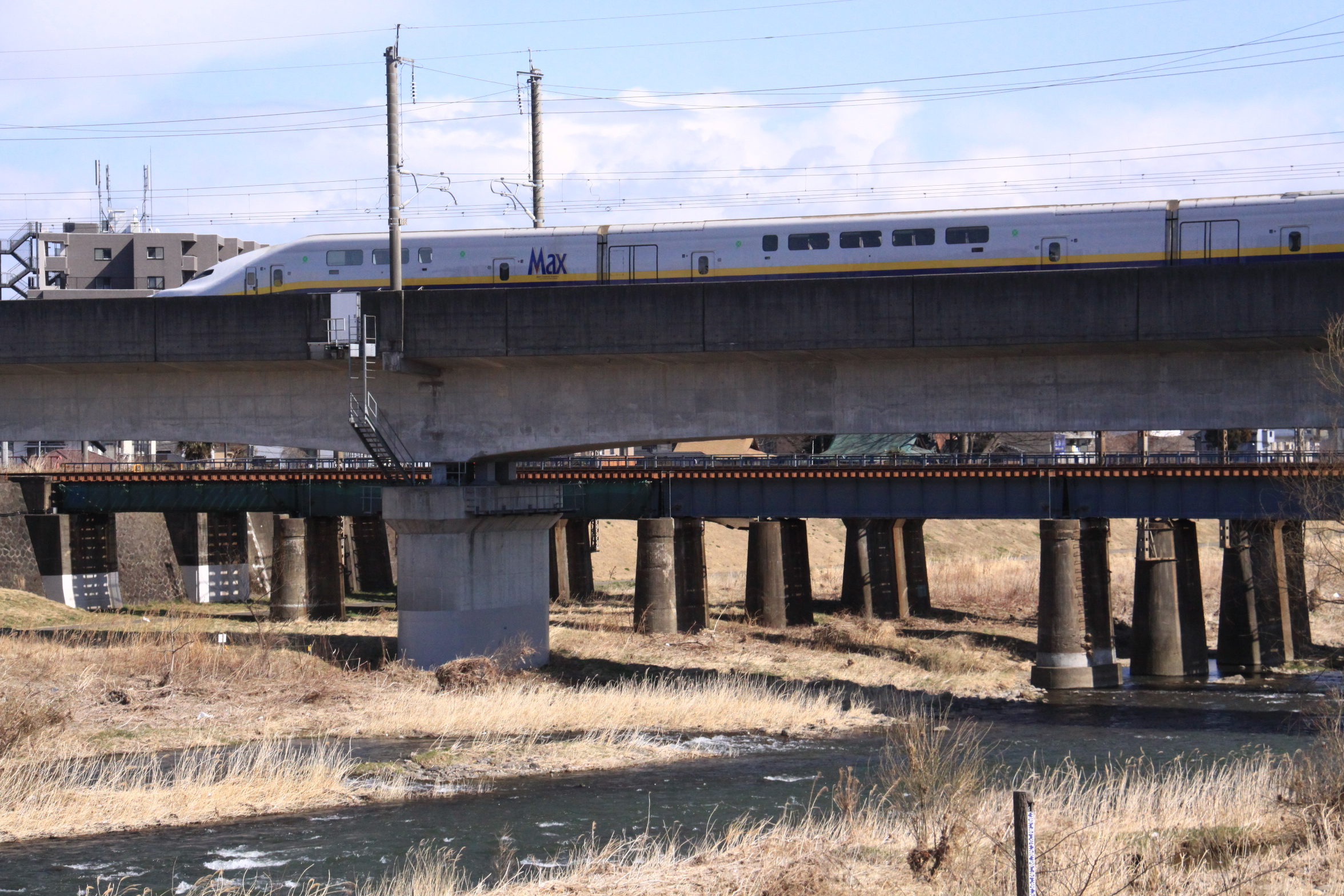
広瀬川に架かる橋梁上に緊急停止した「Maxやまびこ」（2011年3月27日、宮城県仙台市太白区）

乗客の救出が完了した区間から新幹線線路設備の点検を開始し、16日に完了した。落橋やトンネルの崩落はなかったが、仙台駅ホームの天井が落下するなど5つの駅が損傷し、電化柱の損傷が約540箇所、架線の切断が約470箇所、高架橋の橋脚損傷が約100箇所、線路の損傷が約20箇所など、合計で約1,200箇所に被害が生じた。新幹線総合車両センターが被災したことで検測車両（East i）が使用できないため、京浜急行電鉄の軌道検測車等を借用して軌道検測を実施した。仙台駅構内で停止直前に脱線した試7932B列車の撤去作業は3月24日に行われた。
設備の損傷の少なかった東京駅 - 那須塩原駅間は3月15日に運転を再開した。盛岡駅 - 新青森駅間は3月23日再開予定とされていたが、当初の見込みより1日早く3月22日に運転を再開した（22日は1日6.5往復、23日からは1日10往復）。
一ノ関駅 - 盛岡駅間は4月8日再開予定とされていたが、当初の見込みより1日早い4月7日に一部区間徐行運転により運転を再開した（上下各5本）。しかし、同日夜に起きた東北地方太平洋沖地震の余震とみられる強い地震により新たに約550か所の被害が生じた。

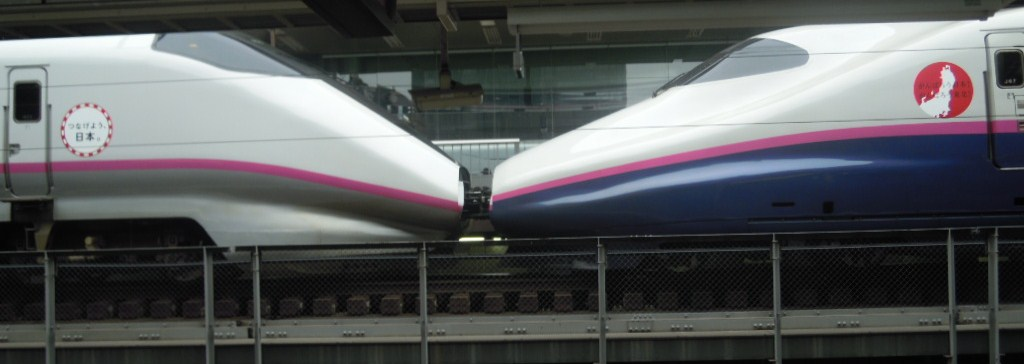
復興推進キャンペーンのステッカーを貼付したE3系と、青森デスティネーションキャンペーンのステッカーを貼付したE2系（2011年6月12日 東京駅）

4月12日に那須塩原駅 - 福島駅間で一部区間徐行運転により運転を再開した。また、同日再開した東北本線 福島駅 - 仙台駅間で臨時快速列車「新幹線リレー号」を上下計16本運転し（4月24日まで）、首都圏 - 仙台間の鉄道輸送が再開された。翌13日からは、仙台空港と羽田空港を結ぶ臨時航空便も運行された。
4月25日には東京駅 - 仙台駅間で「はやて」「やまびこ」44往復運転により運転を再開した。また、東北本線 仙台駅 - 一ノ関駅で臨時快速列車6往復の運転を開始した。4月29日に東北新幹線は全線で運転を再開し、東京駅 - 仙台駅間で上下108本、東京駅 - 盛岡駅間で上下57本、東京駅 - 新青森駅間で上下29本を運行した。全線運転再開にあわせて「つなげよう、日本。」「がんばろう日本!　がんばろう東北!」のステッカーを貼って運転された。また、「はやぶさ」が東京駅 - 新青森駅間で1往復、東京駅 - 仙台駅で1往復運転され、グランクラス料金の一部は被災地復興支援の義援金として寄付された。
運転再開当日は仙台市地下鉄南北線の全線開通や、東北楽天ゴールデンイーグルス（Kスタ宮城・vsオリックス・バファローズ戦）、ベガルタ仙台（仙台スタジアム（ユアテックスタジアム仙台）・vs浦和レッズ戦）の本拠地初戦の開催と重なったことから、仙台市の市民ボランティアのTwitterでの呼びかけにより、九州新幹線開業CMを元に、通過する列車を沿線で手を振って迎えようというプロジェクトが企画され、当日は沿線で多くの人が列車に向かって手を振る様子が見られ、この模様がYouTubeやニコニコ動画などで配信された。
全線運転再開後も那須塩原駅 - 盛岡駅間では徐行運転による暫定ダイヤでの運転が継続されたが、7月9日に那須塩原駅 - 福島駅間および一ノ関駅 - 盛岡駅間で、9月23日には全区間で速度規制が解除され、約半年ぶりに震災前の所定ダイヤ（最高速度300 km/h）での運転が可能になった。

#### 300km/h以上の高速化
2005年6月からE954形（FASTECH 360S）、2006年4月から新在直通対応のE955形（FASTECH 360Z）による試験走行が開始され、地上設備と車両に関して様々な試験が行われた。その結果を踏まえて、2007年7月に東北新幹線320 km/h化が決定された。
320 km/h運転に向けて、地上設備では2008年度から2012年度にかけて対策工事が行われ、騒音対策として防音壁のかさ上げや騒音低減装置（NIDES）、側壁吸音板の設置、トンネル微気圧波対策として緩衝工の新設・延伸、コンクリート桁のたわみ低減対策、通過時の駅構造物への圧力変動対策として一ノ関駅、水沢江刺駅、新花巻駅で改修工事が行われた。車両面では320 km/h運転が可能なE5系およびE5系と併結し320 km/h走行が可能で新在直通車両であるE6系が開発された。
2011年3月5日のダイヤ改正では、E5系が導入され、JR東日本では初めて宇都宮駅 - 盛岡駅間で最高速度300 km/h運転を行う「はやぶさ」3往復が運転を開始した。これにより所要時間は最短で東京駅 - 盛岡駅間が2時間20分、東京駅 - 新青森駅間が3時間10分となった。
2013年3月16日のダイヤ改正では、E5系単独編成の「はやぶさ」において宇都宮駅 - 盛岡駅間で国内最速となる最高速度320 km/hでの運転を開始した。所要時間は最短で東京駅 - 盛岡駅間が2時間10分、東京駅 - 新青森駅間が2時間59分となった。また、E5系とE6系の併結編成「はやぶさ・スーパーこまち」での最高速度300 km/h運転を開始した。
2014年3月15日のダイヤ改正では、秋田新幹線の車両が新型車両のE6系に統一されたことで「はやぶさ・こまち」の全ての併結編成において宇都宮駅 - 盛岡駅間の最高速度が320 km/hに引き上げられた。これにより、東京駅 - 秋田駅間の所要時間は8分短縮されて最速で3時間37分、下り平均で12分短縮されて3時間47分となった。また、全ての「はやぶさ」が320 km/h運転となったことで所要時間は東京駅 - 新青森駅間の下り平均で9分短縮されて3時間14分となった。
2021年3月13日のダイヤ改正では、上野駅 - 大宮駅間のうち埼玉県内の区間（約12 km）において最高速度を110 km/hから130 km/hに引き上げた。この区間では、2018年5月下旬から概ね2年程度をかけ、吸音板設置や防音壁かさ上げといった騒音対策等の地上設備の工事が行われた。これにより、同区間において所要時間が1分程度短縮された。
整備新幹線として建設された盛岡 - 新青森間の最高速度は1973年の整備計画に基づき260 km/hとされているが、JR東日本はこの区間についても最高速度を320 km/hに引き上げる計画を発表している。詳細は「今後の計画・構想や課題」を参照。

### 年表

#### 国鉄時代 開業前
- 1964年（昭和39年）
  - 3月23日：日本鉄道建設公団発足[137]。
  - 10月1日：東海道新幹線 東京駅 - 新大阪駅間開業[138]（新幹線営業運転の始まり）。
- 1969年（昭和44年）
  - 5月30日：新全国総合開発計画閣議決定[68]。
- 1970年（昭和45年）
  - 5月18日：全国新幹線鉄道整備法公布[68]
- 1971年（昭和46年）
  - 1月18日：昭和46年運輸省告示第17号により、東北新幹線（東京都 - 盛岡市）を含む3路線の基本計画公示[68]。
  - 4月1日：東北新幹線（東京都 - 盛岡市）を含む3路線の整備計画決定および建設の指示[63]。
  - 10月12日：東京 - 盛岡間の工事実施計画（その1）認可申請[68]。
  - 10月14日：東京 - 盛岡間の工事実施計画（その1）認可[67][68]。
  - 11月26日：工事に着手[68]。
- 1972年（昭和47年）
  - 6月29日：東北新幹線（盛岡市 - 青森市）を含む4路線の基本計画決定および調査の指示[111]。
  - 7月3日：昭和47年運輸省告示第242号により東北新幹線（東京都 - 青森市）に基本計画変更[111]。
- 1973年（昭和48年）
  - 11月13日：東北新幹線（盛岡市 - 青森市）を含む5路線の整備計画決定および建設の指示[62]。
- 1977年（昭和52年）
  - 8月10日：小山総合試験線（石橋 - 鷲宮間42.8 km）のレール敷設が完了[139]。
  - 12月：東京 - 盛岡間の工事実施計画変更（その2）認可[140]。
- 1979年（昭和54年）
  - 6月9日：小山駅付近に建設された東北新幹線総合試験線にて、試作車両の走行試験を開始。
  - 9月：仙台試験線管理所開設。
- 1981年（昭和56年）
  - 4月1日：仙台工場発足。
  - 6月12日：全国新幹線鉄道整備法改正。建設費の地元負担が可能とされる[141]。
  - 8月1日：小山運転所（現・小山新幹線車両センター）発足。
  - 8月10日：盛岡新幹線第一運転所開所。仙台試験線管理所を改組し、仙台新幹線第一運転所発足。後に仙台工場と統合し、仙台総合車両所に改称。
  - 10月29日：列車愛称を「やまびこ」「あおば」と発表。

#### 国鉄時代 開業後
- 1982年（昭和57年）
  - 3月30日：盛岡市 - 青森市間ルート公表[105]。
  - 6月23日：東北新幹線 大宮駅 - 盛岡駅間 (495.2 km) 開業[76]。200系営業運転開始。最高速度210 km/hで、速達タイプが「やまびこ」、各駅タイプが「あおば」となった。「やまびこ」5往復（うち1往復は臨時列車）と「あおば」6往復運転開始。大宮駅 - 上野駅間は専用列車の「新幹線リレー号」で結んでいた[142]。
  - 9月24日：臨時行政調査会第三次答申にて、財政赤字の拡大、国鉄の経営悪化を理由に整備新幹線の建設計画の当面見合わせを閣議決定[3][111]。
  - 11月15日：上越新幹線 大宮駅 - 新潟駅間開業、東北新幹線が（暫定開業に対する）本開業。定期列車を10往復から30往復に大幅増発。
  - 12月6日：盛岡市 - 青森市間における環境影響評価報告書案を公表[105]
- 1983年（昭和58年）
  - 10月20日：着工作業準備所設置（青森）[105]。
- 1985年（昭和60年）
  - 3月14日：東北新幹線 上野駅 - 大宮駅間（27.7 km）開業。最高速度を240 km/hに引き上げ[96]。同時に水沢江刺駅、新花巻駅開業。「新幹線リレー号」廃止。
  - 8月22日：整備新幹線財源問題等検討委員会の設置、新幹線駅周辺周辺環境整備事業の実施[111]。
  - 12月4日：盛岡市 - 青森市間の工事実施計画認可申請[105]。
  - 12月16日：新青森駅の駅周辺整備事業着手[105]。
- 1987年（昭和62年）
  - 1月30日：整備新幹線計画見合わせの閣議決定を変更[105]。
  - 月日不詳：上野第一運転所を上野新幹線第一運転所に改称。
  - 3月：東京 - 盛岡間の工事実施計画変更（その11）認可（上野 - 盛岡間の完了報告、東京 - 上野間に分割）[140]。

#### JR東日本発足後
- 1987年（昭和62年）
  - 4月1日：国鉄分割民営化に伴い、JR各社が発足。東北新幹線の営業主体および東北新幹線（盛岡市 - 青森市）の建設主体は東日本旅客鉄道（JR東日本）が承継[106]。新幹線鉄道保有機構が発足し、東北新幹線（東京駅 - 盛岡駅）の鉄道施設をJR東日本に貸し付け。
  - 9月：「旅客鉄道株式会社が建設主体とされている新幹線鉄道の建設に関する事業の日本鉄道建設公団への引き継ぎに関する法律」により、東北新幹線（盛岡市 - 青森市）の建設は日本鉄道建設公団に引き継ぎ。
- 1988年（昭和63年）
  - 8月31日：政府・与党申し合わせ「整備新幹線の取扱について」において整備新幹線着工優先順位を決定。東北新幹線は運輸省案で第2位[108]。
- 1989年（平成元年）
  - 1月17日：「平成元年度予算編成にあたっての整備新幹線の取扱について」により整備新幹線の旧財源スキーム策定[109]。
  - 6月2日：整備新幹線難工事推進事業計画（岩手トンネル）認可[111]。
- 1990年（平成2年）
  - 1月22日：東京駅延伸工事中に第1上野トンネル（通称「御徒町トンネル」）の建設現場で土砂が噴出し、地上の道路が陥没する事故が発生。
  - 3月：東京 - 盛岡間工事実施計画変更（その12）認可（工事予算及び完了時期の変更）[140]。
  - 3月10日：くりこま高原駅開業。
  - 12月24日：「整備新幹線着工等について政府与党申合せ」により盛岡 - 青森間の運輸省案による着工を決定。同時に、並行在来線をJRから経営分離することを明記。
- 1991年（平成3年）
  - 月日不詳：盛岡新幹線第一運転所を盛岡新幹線運転所に改称。
  - 6月20日：東北新幹線 東京駅 - 上野駅間（3.6 km）開業[96][143]。
  - 8月9日：沼宮内 - 八戸間フル規格で追加認可申請[115]。
  - 8月22日：盛岡 - 青森間の工事実施計画認可[112]。
  - 9月4日：盛岡 - 青森間起工式[112]。
  - 10月1日：JR東日本が新幹線鉄道保有機構から東北新幹線（東京駅 - 盛岡駅間）の鉄道施設を有償で譲渡される。新幹線鉄道保有機構は解散し、鉄道整備基金設立[98]。
- 1992年（平成4年）
  - 6月19日：運輸政策審議会が、「五大都市（東京、大阪、名古屋、札幌、および福岡）から地方主要都市までを概ね3時間程度で結ぶ」とする答申を発表。
  - 7月1日：山形新幹線 福島駅 - 山形駅間開業。同線との直通列車として「つばさ」運転開始[143]。200系「やまびこ」と400系「つばさ」の併結運転開始。
  - 7月29日：盛岡市 - 岩手町間、および八戸市 - 青森市間の暫定整備計画の決定および建設の指示[112]。
- 1994年（平成6年）
  - 2月9日：細川内閣による連立与党申合せおよび三大臣（大蔵・運輸・自治）申合せ[113]。
  - 7月15日：E1系"Max"が営業運転開始。「Maxやまびこ」「Maxあおば」を新設。
  - 12月19日：村山内閣による連立与党申合せおよび関係大臣申合せ。東北新幹線 盛岡 - 沼宮内間をフル規格に変更し、八戸 - 青森間のミニ新幹線計画を取り下げ[114]。
- 1995年（平成7年）
  - 4月21日： 盛岡 - 沼宮内間の建設線（フル規格）の建設開始の決定および八戸 - 青森間の新幹線鉄道直通線（ミニ新幹線）の建設指示を撤回[114]。
  - 4月26日：盛岡 - 沼宮内間の工事実施計画（フル規格）追加認可申請[115]。
  - 4月28日：盛岡 - 沼宮内間の工事実施計画（フル規格）追加認可[115]。
  - 12月1日：開業以来最大規模となる抜本的なダイヤ改正を実施[新聞 3]。「やまびこ」「Maxやまびこ」の停車パターンを大幅に見直して仙台・盛岡駅方面への速達化および混雑度の分散化が図られた[新聞 3]。東京駅 - 那須塩原駅間で「なすの」・「Maxなすの」運転開始[新聞 3]。同時に「あおば」「Maxあおば」を削減[新聞 3]。400系「つばさ」は6両編成から7両編成に増結[新聞 3]。
- 1996年（平成8年）
  - 12月25日：政府・与党合意により、整備新幹線の新財源スキーム、新規着工区間など決定。上下分離方式により、JRは受益の範囲を限度とした貸付料を支払うこととされる。東北新幹線 八戸 - 新青森（石江）間のフル規格化および着工が決定[114]。
- 1997年（平成9年）
  - 3月22日：秋田新幹線 盛岡駅 - 秋田駅間開業。同線との直通列車として「こまち」運転開始[101]。最高速度を275 km/hへ引き上げ。同日E2系が営業運転開始。200系・E2系「やまびこ」とE3系「こまち」の併結運転開始。「つばさ」を併結する「やまびこ」が10両編成となり、東京駅 - 福島駅間では新幹線としては初めてとなる17両編成の列車が見られるようになった。
  - 5月：全国新幹線鉄道整備法改正（財源スキームの見直し）。
  - 10月1日：北陸新幹線 高崎駅 - 長野駅間（長野新幹線）が開業し、同新幹線が東京駅 - 大宮駅間に乗り入れ開始[新聞 4]。列車愛称を行先別に整理し、「あおば」「Maxあおば」を廃止して「やまびこ」「Maxやまびこ」に統合[新聞 4]。東京駅20・21番ホームの新設により上野駅発着の定期列車が消滅した（上越新幹線についても同じ）。鉄道整備基金が船舶整備公団と統合し、運輸施設整備事業団設立。
  - 12月20日：E4系Maxが営業運転開始[143]。
- 1998年（平成10年）
  - 1月21日：「政府・与党整備新幹線検討委員会における検討結果」公表。従来の整備計画として、東北新幹線 盛岡 - 青森間の維持を確認。東北新幹線 八戸 - 新青森（石江）間の優先順位第1位での建設着工を決定[115]。
  - 2月19日：八戸 - 新青森間の工事実施計画（フル規格）追加認可申請[115]。
  - 3月12日：八戸 - 新青森間の工事実施計画（フル規格）追加認可[115]。
  - 3月28日：八戸 - 新青森間の起工式[115]。
  - 12月8日：E1系Maxによる「Maxやまびこ」が東京駅 - 仙台駅間1往復に削減され、仙台以北での定期運用終了。E3系「こまち」は5両編成から6両編成に増結[144]。
- 1999年（平成11年）
  - 4月29日：E4系「Maxやまびこ」と400系「つばさ」が併結運転開始。
  - 5月12日：東北新幹線 八戸 - 新青森間の青森車両基地の工事実施計画認可。
  - 12月4日：山形新幹線 山形駅 - 新庄駅間延伸開業[143]。E3系1000番台が営業運転開始し、E1系Maxが東北新幹線列車での定期運用を終了。秋田新幹線「こまち」との併結運転列車から200系が撤退してE2系のみとなり、「こまち」は所要時間の短縮が図られた。
- 2000年（平成12年）
  - 12月14日：八甲田トンネル市ノ渡工区内で土砂崩れが発生し、作業員1人が死亡。
  - 12月18日：整備新幹線の取扱いについての政府・与党申し合わせ。東北新幹線 盛岡 - 八戸間は2002年（平成14年）末、八戸 - 新青森間は今後概ね12年後の完成を目指すとされた[115]。
- 2001年（平成13年）
  - 9月21日：山形新幹線「つばさ」との併結運転列車から200系が撤退し、E4系のみとなる。これにより17両編成の列車は、いったん見られなくなった。
- 2002年（平成14年）
  - 5月14日：八戸駅まで運行される列車の愛称を「はやて」と発表。
  - 6月23日：東北新幹線大宮開業20周年に合わせ、200系F93編成を使用した「想い出のあおば」を運転。
  - 9月20日：盛岡駅 - 八戸駅間開業に伴う特別急行料金の上限設定を認可[報道 13]。

#### 八戸駅延伸後
- 2002年（平成14年）
  - 12月1日：東北新幹線 盛岡駅 - 八戸駅間 (96.6 km) 開業[4]。同区間でデジタルATC（DS-ATC）を使用開始。
- 2003年（平成15年）
  - 10月1日：運輸施設整備事業団と日本鉄道建設公団が統合し、鉄道建設・運輸施設整備支援機構設立。
  - 12月：整備新幹線の取扱いについて、政府・与党合意。
- 2004年（平成16年）
  - 4月1日：仙台総合車両所を新幹線総合車両センター、盛岡新幹線運転所を盛岡新幹線車両センターに、それぞれ改称。
  - 6月1日：上野新幹線第一運転所を東京新幹線車両センターに改称。
  - 12月16日：政府・与党検討委員会の検討結果（政府・与党申し合わせ）により、新たな財源スキーム（既設新幹線譲渡収入の前倒し活用など）および着工区間が決定。東北新幹線 八戸駅 - 新青森駅間については、2010年（平成22年）度末の完成を目指すとされた[115]。
- 2005年（平成17年）
  - 3月25日：全国新幹線鉄道整備法施行令の一部を改正する政令案を閣議決定[報道 14]。
  - 5月31日：建設中の牛鍵トンネル内で、天井部分が60mに渡って陥没する事故が発生。この事故による新青森への延伸開業予定時期に支障はなく、年内に復旧工事がほぼ完了した。
  - 11月27日：古川駅 - 盛岡新幹線運転所間の保安装置をアナログATC（ATC-2型）からデジタルATC（DS-ATC）へ切り替える[145]。
  - 12月10日：ダイヤ改正により、仙台駅以北における「Maxやまびこ」の定期運用終了。
  - 12月26日：八戸 - 新青森間工事実施計画（その2）の追加申請を認可[報道 15]。
- 2006年（平成18年）
  - 10月15日：新白河駅 - 古川駅間の保安装置をアナログATC（ATC-2型）からデジタルATC（DS-ATC）へ切り替え[136]。
- 2007年（平成19年）
  - 3月18日：健康増進法第25条により、全車両を禁煙化。
  - 6月23日：東北新幹線大宮開業25周年に合わせ、200系K47編成のリニューアル車両をリバイバル塗装とした「東北新幹線大宮開業25周年記念号」を運転。
  - 7月22日：東京駅 - 新白河駅間の保安装置をアナログATC（ATC-2型）からデジタルATC（DS-ATC）へ切り替える。これに伴い、全線のATCがDS-ATCに統一される[136]。
- 2008年（平成20年）
  - 12月20日：E3系2000番台が「つばさ」として営業運転を開始。
- 2010年（平成22年）
  - 4月18日：400系の営業運転が終了。
  - 9月24日：八戸駅 - 新青森駅間開業に伴う特別急行料金の上限設定を認可[報道 16]。
  - 10月29日：八戸駅 - 新青森駅間の鉄道施設の完成検査合格書をJR東日本に交付[報道 17]。
  - 11月29日：「はやぶさ」運行に伴う特別急行料金の上限設定を認可[報道 18]。
  - 12月3日：鉄道・運輸機構が申請した八戸駅 - 新青森駅間におけるJR東日本への貸付料について、年額70億円として認可[報道 19]。

#### 全線開業後
- 2010年（平成22年）
  - 12月4日：東北新幹線 八戸駅 - 新青森駅間（81.8 km）開業[5]。これにより東北新幹線は全線開業となる。
- 2011年（平成23年）
  - 3月5日：東京駅 - 新青森駅間で「はやぶさ」運転開始。最高速度を300 km/hへ引き上げ[133]。
  - 3月11日：東北地方太平洋沖地震（東日本大震災）が発生。地震直後から全線で運転を見合わせ[119]。
  - 3月12日：東京駅 - 大宮駅間が運転再開（上越・長野新幹線の運転再開による）。
  - 3月15日：大宮駅 - 那須塩原駅間が運転再開[123]。
  - 3月22日：盛岡駅 - 新青森駅間が運転再開[126]。
  - 4月7日：一ノ関駅 - 盛岡駅間が運転再開するが、同日夜に起きた余震で一ノ関駅 - 新青森駅間が再度不通となる[126]。
  - 4月12日：那須塩原駅 - 福島駅間が運転再開[126]。
  - 4月13日：盛岡駅 - 新青森駅間が運転再開。
  - 4月23日：一ノ関駅 - 盛岡駅間が運転再開。
  - 4月25日：福島駅 - 仙台駅間が運転再開[126]。
  - 4月29日：仙台駅 - 一ノ関駅間が運転再開し、全線で運転再開。ただし那須塩原駅 - 盛岡駅間の一部区間で速度規制による減速運転のため、暫定ダイヤで運転[128]。
  - 7月9日：那須塩原駅 - 福島駅間および一ノ関駅 - 盛岡駅間で速度規制解除[128]。
  - 9月23日：全区間で速度規制が解除され、震災前の通常ダイヤに戻る[128]。
  - 11月19日：E5系を使用した「はやて」「やまびこ」運転開始。秋田新幹線E3系「こまち」との併結運転の一部が、E2系からE5系に置き換え。同時に前日限りで200系が東北新幹線大宮駅以北での定期運用を終了。
- 2012年（平成24年）
  - 3月17日：E5系を使用した「なすの」運転開始。山形新幹線E3系「つばさ」との併結運転の一部が、E4系「Maxやまびこ」からE2系「やまびこ」に置き換えられ、再び17両編成の列車が見られるようになった。これによりE4系16両編成の「Maxやまびこ」「Maxなすの」廃止。
  - 6月23日：東北新幹線大宮開業30周年を記念し、同日運転された臨時列車「やまびこ235号」に200系を充当。
  - 9月29日：前日限りでE4系が東北新幹線大宮駅以北での定期運用終了。Maxによる「Maxやまびこ」「Maxなすの」が廃止され、同時に「つばさ」の併結車両がE2系のみとなる。
- 2013年（平成25年）
  - 3月16日：「はやぶさ」のうち、単独運転を行う列車の一部で営業最高速度を320 km/hに向上。「スーパーこまち」としてE6系が営業運転開始。同時に盛岡駅以北にてE2系の定期運用終了[133]。
  - 6月4日：京浜東北線上中里駅付近での不発弾処理に伴い、11時頃から約3時間に亘って東京駅 - 大宮駅で運休[146]。
- 2014年（平成26年）
  - 3月15日：秋田新幹線の列車がE6系に統一され、「スーパーこまち」が「こまち」に統一される。東京駅 - 新青森駅間の「はやて」を全て「はやぶさ」に統一し、「こまち」併結列車を含む「はやぶさ」全列車の営業最高速度を320 km/hに向上[136]。
- 2015年（平成27年）
  - 12月22日：国土交通省はJR東日本を全幹法第5条第1項に基づく所有営業主体に指定[報道 20]。
- 2016年（平成28年）
  - 2月17日：JR東日本は全幹法第16条1項に基づき、新幹線鉄道大規模改修引当金積立計画を申請[報道 21]。
  - 3月26日：北海道旅客鉄道（JR北海道）北海道新幹線 新青森駅 - 新函館北斗駅間開業に伴い、「はやぶさ」「はやて」が同新幹線との相互直通運転開始[報道 22]。同時に、H5系が営業運転開始。
  - 3月29日：国土交通省はJR東日本が申請した引当金積立計画を承認[報道 23]。
  - 8月：いわて沼宮内駅 - 二戸駅（手前）間で、携帯電話不通区間が解消[注 22][報道 24]。
- 2017年（平成29年）
  - 6月24日：団体臨時列車「東北新幹線開業35周年記念号」をE5系により大宮駅→盛岡駅[報道 25]、E2系により盛岡駅→東京駅間[報道 26]、E4系により仙台駅→上野駅間[報道 27] にて運転。
  - 7月9日・10日：E5系による団体臨時列車「東北新幹線開業35周年記念号」を上越新幹線新潟駅 - 八戸駅間直通で1往復運転（復路八戸駅発は10日運転）[報道 28]。
  - 7月28日：二戸駅（手前）- 二戸駅間で、携帯電話不通区間が解消[報道 29]。
- 2018年（平成30年）
  - 3月31日：二戸駅 - 八戸駅（手前）間で、携帯電話不通区間が解消[報道 30]。
  - 12月27日：八戸駅（手前）- 八戸駅間で、携帯電話不通区間が解消[報道 31]。
- 2019年（平成31年）
  - 3月16日：東京発着の「はやて」定期列車が「はやぶさ」に統合され消滅。
  - 3月31日：八戸駅 - 七戸十和田駅（手前）間で、携帯電話不通区間が解消[報道 32]。
  - 4月1日：新幹線統括本部の発足により[報道 33]、駅施設と在来線を兼務する乗務員区所を除いて同本部の管轄となる。
- 2020年（令和2年）
  - 3月31日：七戸十和田駅（手前）- 新青森駅（手前）間で、携帯電話不通区間が解消[報道 34]。
  - 7月23日：七戸十和田駅 - 新青森駅間の新青森駅付近のトンネル内で、携帯電話不通区間が解消し、東北新幹線全線で携帯電話が利用可能となる[報道 35]。
  - 8月26日 - 28日：「やまびこ」136号で、客席[注 23]を活用した地産品の輸送を実施[報道 36][新聞 8]（「貨客混載」を参照）。

- 2021年（令和3年）
  - 2月13日：福島県沖地震の影響により、新白河駅 - 古川駅間で高架橋の損傷や電化柱の傾斜などの被害が発生。那須塩原駅 - 盛岡駅間が運転見合わせとなる[報道 37]。
  - 2月16日：一ノ関駅 - 盛岡駅間で運転再開[新聞 9]。
  - 2月22日：仙台駅 - 一ノ関駅間で運転再開[新聞 10][報道 38]。
  - 2月24日：那須塩原駅 - 仙台駅間で運転再開し、全線で運転再開[報道 38]。
  - 3月13日：上野駅 - 大宮駅間のうち埼玉県内の区間で最高速度を130 km/hに引き上げ。これにより同区間で所要時間が1分程度短縮される[報道 1]。
  - 9月30日：この日をもって、上越新幹線と共に行なっていた小口の荷物輸送「新幹線レールゴー・サービス」（東京駅 - 仙台駅・新潟駅）を終了[報道 39]。
  - 10月：列車を活用した荷物輸送サービスを「はこビュン」として本格展開開始。東京駅 - 仙台駅（および東京駅 - 新潟駅）間で「はこビュンQuick」を開始（利用対象列車を「新幹線レールゴー・サービス」よりも拡大）[報道 40]。
  - 11月22日：全列車で座席での携帯電話通話やテレワークでのWeb会議による会話などを認める「新幹線オフィス車両」サービスを開始[147]。一部列車でモバイルWi-FiルーターやPC画面覗き見による情報漏洩を防ぐための間仕切りなどの貸し出し実施[148]。8号車が専用車両で、他の車両の指定席を確保していても、席が空いていれば自由に使うことができたが[注 24]、2022年6月27日から「はやぶさ」「はやて」では指定席制となる[149]。
- 2022年（令和4年）
  - 3月16日：福島県沖地震の影響により、福島駅 - 白石蔵王駅間で東京発仙台行き「やまびこ223号」17両編成のうち16両が脱線（東北新幹線脱線事故）。乗客・乗員共に怪我はなかったが[新聞 11]、 高架橋の損傷や電化柱の傾斜などの被害が発生し、那須塩原駅 - 盛岡駅間で終日運転見合わせとなる[新聞 12][新聞 13]。
  - 3月22日：那須塩原駅 - 郡山駅間と一ノ関駅 - 盛岡駅間での運転を再開。全面再開は4月20日頃目標と発表[150]。
  - 4月2日：郡山駅 - 福島駅間で運転再開[新聞 14]。
  - 4月4日：仙台駅 - 一ノ関駅間で運転再開[新聞 15]。
  - 4月14日：福島駅 - 仙台駅間で運転再開し、全線で運転再開[新聞 16]。全線にわたって当面の間は臨時ダイヤでの運転。
  - 5月13日：通常ダイヤでの運転を再開。
  - 11月22日（21日終電後）：大宮駅 - 小山駅間で保守作業をしていた作業員が線路内で行方不明となる。その後24日に無事が確認された。
- 2023年（令和5年）
  - 1月31日：東京駅で13時20分発の「はやぶさ25号」が車いす乗車用の補助板を付けたまま発車する事故が発生。直後に清掃員が気付き補助板を足で踏んで外したものの、列車は停車せず走り去る[151][152]。
  - 3月20日：「新幹線オフィス車両」が「TRAIN DESK」に名称変更[報道 41]。
  - 6月16日：貨客混載の本格化に向けた、荷物大量輸送の実証実験。臨時列車はやぶさ72号の6-8号車を荷物専用車両として、青森市の車両基地で搬入した鮮魚や生け花などが入った箱約600個を大宮駅まで輸送[新聞 17]。
- 2024年（令和6年）
  - 3月16日：山形新幹線「つばさ」としてE8系が営業運転開始。同車両が充当される「つばさ」で300km/h運転を開始。同時にE3系1000番台が定期運用から離脱し、「つばさ」を併結運転する列車の車両をE2系からE5系に置き換え。
  - 9月19日：古川駅 - 仙台駅間で「はやぶさ・こまち6号」の連結部分が走行中に外れて両列車が分離し、緊急停止。脱線はなく負傷者もなし。この影響で、東京駅 - 新青森駅間が約5時間運転見合わせとなる[153][報道 42]。運転営業中の新幹線の連結が外れることは、新幹線開業以来初の事案。E6系側の非常用の再分割スイッチ周辺にあった金属片がスイッチの端子に接触して分離機能が誤作動した事が原因[154][報道 43]。
- 2025年（令和7年）
  - 3月6日：上野駅 - 大宮駅間で「はやぶさ・こまち21号」の連結部分が走行中に外れて両列車が分離し、西日暮里駅付近で緊急停止[新聞 18]。脱線および負傷者はなく、東北・上越・北陸・秋田・山形新幹線の上下線で運転を見合わせた[新聞 19][新聞 20]（はやぶさ・こまち21号列車分離インシデント）。国土交通省運輸安全委員会は重大インシデントに認定[新聞 21][新聞 22][新聞 23]。なお、2024年9月（上記）にも同様のトラブルが発生しているため、原因が判明し対策が完了するまでの間、連結運転を中止すると発表した[新聞 24]。元々併結運転を行っていない一部列車を除き[新聞 24]、「こまち」は盛岡駅 - 秋田駅間、「つばさ」は福島駅 - 新庄駅間で折り返し運転となる[新聞 25]。
  - 3月14日：秋田・山形新幹線との連結運転を再開[新聞 26][新聞 27]。

## 東北新幹線開業の効果と影響

### 公共交通機関の変化
東北新幹線の開業・延伸は後述のように、競合する在来線特急および羽田空港と東北各空港を結ぶ航空路線の廃止や減便、盛岡駅以北の並行在来線の第三セクター鉄道移管、高速バスとの乗客争奪など、他の公共交通機関に大きな影響を与えた。

#### 首都圏 - 青森
首都圏（東京都・神奈川県・埼玉県・千葉県） - 青森県間の公共交通機関分担率の変化は、盛岡駅以北開業前の2000年度は、航空が54%と最も多く、JR（定期外）39%、乗合バス7%であったが、盛岡駅 - 八戸駅間開業後の2003年度は、JR（定期外）63%、航空31%、乗合バス5%と鉄道と航空の分担率が逆転し、全線開業後の2012年度は、JR（定期外）78%、航空21%、乗合バス2%と鉄道がさらに増加した。
首都圏 - 青森県間の運行本数の変化は、盛岡駅以北開業前の2000年は、航空（羽田 - 青森）8本、航空（羽田 - 三沢）4本、鉄道 13本、高速バス1本であったが、2003年には鉄道が15本に増加、航空は青森便8本、三沢便3本に減少し、高速バス1本と横ばいで、翌2004年に青森便は6本に減少している。2012年は鉄道が17本に増加し、航空は青森便6本、三沢便3本を維持しており、高速バスは7本に増加した。航空座席数は2000年では青森便が150万席、三沢便が76万席であったが、東北新幹線320 km/h運転開始後の2014年には青森便で72万席、三沢便で28万席と大きく減少している。

#### 宮城 - 青森
宮城県 - 青森県間の公共交通機関分担率の変化は、盛岡駅以北開業前の2000年度は、JR（定期外）79%、乗合バス21%であったが、盛岡駅 - 八戸駅間開業後の2003年度は、JR（定期外）78%、乗合バス22%と横ばいで、全線開業後の2012年度は、JR（定期外）90%、乗合バス10%と鉄道が増加した。

#### 岩手 - 青森
岩手県 - 青森県間の公共交通機関分担率の変化は、盛岡以北開業前の2000年度は、JR（定期外）60%、乗合バス40%であったが、盛岡駅 - 八戸駅間開業後の2003年度は、JR（定期外）65%、乗合バス35%と鉄道が微増し、全線開業後の2012年度は、JR（定期外）85%、乗合バス15%と鉄道がさらに増加した。

### 並行在来線

東北新幹線の並行在来線

整備新幹線として建設された区間では、新幹線開業後に並行在来線のJRからの経営分離が行われた。2002年の盛岡駅 - 八戸駅間開業時に、東北本線 盛岡駅 - 八戸駅間が、2010年の八戸駅 - 新青森駅間開業時に東北本線 八戸駅 - 青森駅間が県域ごとに設立された第三セクター鉄道会社に経営移管された。岩手県内の盛岡駅 - 目時駅間はIGRいわて銀河鉄道がいわて銀河鉄道線として運行している。青森県内の目時駅 - 青森駅間は青森県が第三種鉄道事業者として鉄道施設を保有し、青い森鉄道が第二種鉄道事業者として青い森鉄道線として運行している。

## 今後の計画・構想や課題

### 更なる高速化
整備新幹線として建設された盛岡駅 - 新青森駅間（178.4 km）の最高速度は1973年（昭和48年）の整備計画に基づき260 km/hとされているが、1993年以降に計画された整備新幹線では、施工後の変更が困難な緩和曲線と縦曲線について対応可能な範囲で360 km/hで走行可能な線形を確保している。2020年10月にJR東日本はこの区間の最高速度を現行の260 km/hから320 km/hに引き上げる計画を発表した。主な地上設備工事の内容としては吸音板の設置が計1.3 km、防音壁のかさ上げが計3.6 km、トンネル緩衝工の延伸が計24箇所で、工事期間は2020年10月から概ね7年程度である。これにより、最大5分程度の時間短縮が見込まれる。
JR東日本グループ経営ビジョン「変革2027」における「次世代新幹線開発」の試験車両としてE956形（ALFA-X）による試験走行を2019年5月から2022年3月にかけて行う。試験走行は仙台 - 新青森間を中心に行われ、車両性能試験のため数回程度最高速度400 km/hの走行試験を行うほか、最高速度360 km/hまでの走行が予定されている。
E956形（ALFA-X）の開発が発表された中、盛岡駅 - 新青森駅間の360km/h化ではなく320km/h化が発表された理由は、JR東日本によると、盛岡以北の営業速度向上（320km/h化）は現時点での最高速度に対応した計画で、あくまで現時点で正式決定していない360km/h化とは切り離されたものである、としている。

### 貨客混載の本格化
新幹線での荷物輸送は速達性と定時性が高いという利点があり、JR東日本は、鮮度が重要な食品などの荷物を車内販売準備スペースなどに載せる形での輸送を2017年に開始し、2021年には東北新幹線および相互直通運転する北海道新幹線だけでなく、上越新幹線や北陸新幹線を含めた新幹線での荷物輸送を「はこビュン」として命名して本格展開している。客車への混載では1編成当たり40 - 100箱が限界だが、トラック運転手の残業規制が強化される「物流2024年問題」を前に、2023年6月16日には東北新幹線で編成中の3両を荷物専用車とした列車を新青森駅から大宮駅へ走らせる実証実験を行ない、定期運行化を視野に入れている。新幹線による貨物輸送拡大は国土交通省も推進しており、自治体や有識者からは北海道新幹線の札幌駅延伸後を想定して、一編成を丸ごと貨物列車とする「貨物新幹線」構想も提案されている。その後、JR東日本は貨物専用車両を本格的に投入する方針を固め、2025年秋より山形新幹線用に使用していたE3系1編成の座席を撤去するなどして貨物専用に改造し一般の営業列車に連結する形で東京 - 盛岡間で運転を開始し、将来的には積み下ろし作業のために乗降ドアを拡大するなどした荷物専用車両を新たに開発する方針であると2025年2月に報道されている。

### 設備の改修など
東北新幹線 東京駅 - 盛岡駅間および上越新幹線 大宮駅 - 新潟駅間は開業後30年以上経過し、将来的に総額1兆円程度の費用を要する大規模改修が必要であると見込まれることから、国土交通省は2015年（平成27年）12月に全幹法第15条第1項の規定に基づいて東日本旅客鉄道（JR東日本）を所有営業主体に指定した。これを受けてJR東日本は翌年2月に新幹線鉄道大規模改修引当金積立計画を提出した。2016年4月から2031年3月までの15年間に3,600億円の引当金を積み立て、2031年4月から2041年3月までの10年間に1兆406億円の大規模改修を行う計画である。国土交通省はこの計画を同年3月に承認した。
東北新幹線のレール交換は、累計通過トン数8億 tを基準に行われる。東京駅 - 大宮駅間の年間通過トン数は4,400万 tであり、既に人力による交換が行われている。大宮駅 - 小山駅間の年間通過トン数は約2,400万 tであり、開業以来使用してきたレールが2021年度に交換期限に達する見込みである。そのため、2017年2月から10年間かけて大宮駅 - 郡山駅間の上下線約388 kmのレールを交換する計画である。拠点は、使用する無溶接150 mレールを福岡県北九州市から直接貨物輸送が可能な保守基地が条件となるため、最初の4年間は鷲宮保守基地、次の4年間は那須保守基地とする。これに合わせてJR東日本ではレールの運搬、積卸、交換、溶接を1つのシステムで行うことができる「新幹線レール交換システム」を導入した。
東北・上越新幹線の架線としては主にコンパウンド架線が用いられていたが、JR東日本と鉄道総合技術研究所は、従来よりも設備点数が少なく、高速化にも対応した「高速シンプル架線」を共同開発した。東北新幹線では2020年度以降に上野駅 - 大宮駅間、古川駅 - 盛岡駅間に導入する計画である。整備新幹線で導入されているPHCトロリ線などを採用し、整備新幹線用のシンプル架線の総張力（39.3 kN）より高い53.9 kNにすることで2020年時点での新幹線営業最高速度である320 km/hに対応している。更なる高速化を図る場合、高強度かつ軽量なトロリ線を採用することで最高速度 360 km/hにも対応可能とされている。

### 北海道・北陸新幹線の延伸・全通時における対応
東北新幹線と相互直通運転している北海道新幹線は札幌市へ、大宮駅以南を共用している北陸新幹線は大阪市への延伸に向けて、工事や計画がそれぞれ進められている。全通すればさらなる運行本数増加が予想され、大宮駅 - 東京駅間および東京駅の線路容量が逼迫するとして、大宮駅から新宿駅へ乗り入れる別線を建設すべきとの意見や、上野・大宮駅発着の列車を増発するべきという意見、東京駅 - 高崎駅間で上越新幹線と北陸新幹線を併結運転させるという意見もある。現在、ピーク時の大宮駅 - 東京駅間の運行本数は開業時から年々増えており、この区間が運行上の大きなボトルネックになっている。
なお、新宿駅 - 大宮駅間の別線の件については、近い将来のレベルでの完成は現実的ではないことから、2008年11月27日に開催された民主党の「整備新幹線を推進する議員の会」において、JR東日本の担当者から2014年度の北陸新幹線金沢開業および、2015年度の北海道新幹線新函館北斗開業後におけるピーク時の輸送には、大宮駅始発着の列車を一部設定することにより輸送分散を図るという案が、JR東日本の見解として提示された。大宮駅の所在地であるさいたま市も、新幹線の大宮駅発着の設定による増発を2015年度から施政方針として掲げ、国に要望している。
JR東日本社長（当時）の冨田哲郎は、北陸新幹線を走る「かがやき」の増発を利用状況に応じて行う際、新幹線の乗り入れが集中する繁忙期には上野駅とともに大宮駅を発着とする臨時列車も選択肢に入るとしている。なお、東北新幹線では、2017年7月と9月に、初めて大宮駅始発・終着となる臨時「はやぶさ」が運行され、北陸新幹線では、2018年3月からは上野終着の臨時「かがやき」が運行されている。

### 東海道・山陽新幹線との直通運転
現時点では、東京駅で東海道新幹線と東北新幹線の線路が接続されていないため、東海道・山陽新幹線との直通運転は物理的に不可能である。
1970年2月、全国新幹線整備法の成立に先立って新幹線の建設・運行に関する調査と審議を行う「新幹線建設委員会」が設置され、1971年7月までの審議において東北・上越新幹線については東海道新幹線とターミナルを共用し、直通運転を図るべきとされた。後に直通運転が可能な複周波数に対応した車両 である試作電車が開発され、開業前の山陽および東北新幹線で試験運転を行っている。
しかし、1982年に大宮駅 - 盛岡駅間で暫定開業した東北新幹線は、大宮駅以南の建設に時間がかかり、東海道新幹線と接続する東京駅への乗り入れは1991年までずれ込んだ。その間の1987年には国鉄分割民営化により東北新幹線はJR東日本、東海道新幹線は東海旅客鉄道（JR東海）の管轄に分かれたことで、乗り入れに関する意思を統一することが困難となり、直通運転の構想は立ち消えとなった。ほかにも採算性（需要）の問題や電源周波数、保安装置などの相違やダイヤ編成の困難さ、東北新幹線内で遅延が発生した際の東海道新幹線への影響（その逆の場合も然り）など直通運転の実現へ向けて生じる課題は多く、山積する課題をクリアしてまで実現させる程のメリットは無いとの見方が示されている。

### 新線構想
仙台駅から利府町の新幹線総合車両センターまで支線を建設させる計画がある。車両基地への回送線を旅客営業路線とした博多南線と同じような構造で、通勤路線としても利用できるようになるとしている。

## 利用状況

### 平均通過人員
各年度の平均通過人員は以下のとおりである。
| 年度                   | 平均通過人員（人/日） | 平均通過人員（人/日） | 平均通過人員（人/日） | 平均通過人員（人/日） | 平均通過人員（人/日） | 平均通過人員（人/日） | 平均通過人員（人/日） | 平均通過人員（人/日） | 平均通過人員（人/日） | 出典    |
| 年度                   | 全区間                | 東京 - 大宮           | 大宮 - 宇都宮         | 宇都宮 - 福島         | 福島 - 仙台           | 仙台 - 一ノ関         | 一ノ関 - 盛岡         | 盛岡 - 八戸           | 八戸 - 新青森         | 出典    |
| ---------------------- | --------------------- | --------------------- | --------------------- | --------------------- | --------------------- | --------------------- | --------------------- | --------------------- | --------------------- | ------- |
| 1987年度（昭和62年度） | 45,855                | 100,045               | 72,427                | 58,854                | 45,012                | 30,363                | 23,338                | 未開業                | 未開業                | [ 173 ] |
| 1992年度（平成04年度） | 60,581                | 133,612               | 95,313                | 69,512                | 52,405                | 33,341                | 24,722                | 未開業                | 未開業                | [ 173 ] |
| 1997年度（平成09年度） | 62,840                | 149,762               | 100,393               | 70,032                | 52,353                | 34,749                | 25,728                | 未開業                | 未開業                | [ 173 ] |
| 2002年度（平成14年度） | 61,826                | 160,401               | 103,296               | 71,456                | 53,067                | 35,059                | 27,364                | 13,546                | 未開業                | [ 174 ] |
| 2003年度（平成15年度） | 57,401                | 160,310               | 103,942               | 72,243                | 53,706                | 36,288                | 28,857                | 11,941                | 未開業                | [ 174 ] |
| 2004年度（平成16年度） | 57,909                | 158,885               | 105,793               | 73,390                | 54,277                | 36,205                | 28,877                | 11,852                | 未開業                | [ 174 ] |
| 2005年度（平成17年度） | 58,461                | 161,563               | 106,887               | 74,137                | 54,918                | 36,197                | 28,887                | 11,937                | 未開業                | [ 174 ] |
| 2006年度（平成18年度） | 60,197                | 164,337               | 109,528               | 76,436                | 56,843                | 37,202                | 29,994                | 12,791                | 未開業                | [ 175 ] |
| 2007年度（平成19年度） | 61,749                | 167,538               | 111,790               | 78,548                | 58,824                | 38,053                | 30,858                | 13,263                | 未開業                | [ 175 ] |
| 2008年度（平成20年度） | 59,742                | 162,220               | 108,137               | 75,947                | 57,119                | 36,607                | 29,768                | 13,004                | 未開業                | [ 175 ] |
| 2009年度（平成21年度） | 56,126                | 151,508               | 101,487               | 71,233                | 53,877                | 34,454                | 28,088                | 12,432                | 未開業                | [ 175 ] |
| 2010年度（平成22年度） | 54,412                | 147,041               | 98,562                | 68,313                | 51,638                | 33,471                | 27,305                | 12,355                | 8,684                 | [ 175 ] |
| 2011年度（平成23年度） | 50,733                | 149,153               | 100,473               | 71,372                | 54,495                | 34,350                | 27,881                | 13,696                | 9,252                 | [ 176 ] |
| 2012年度（平成24年度） | 56,628                | 159,601               | 110,916               | 81,027                | 62,186                | 38,858                | 31,333                | 14,758                | 9,453                 | [ 176 ] |
| 2013年度（平成25年度） | 58,863                | 166,021               | 115,622               | 84,610                | 65,189                | 39,947                | 32,392                | 14,919                | 9,364                 | [ 176 ] |
| 2014年度（平成26年度） | 57,551                | 164,152               | 112,893               | 82,180                | 65,082                | 39,269                | 31,871                | 14,895                | 9,518                 | [ 176 ] |
| 2015年度（平成27年度） | 59,477                | 174,870               | 115,962               | 84,495                | 65,115                | 40,252                | 32,823                | 15,442                | 9,975                 | [ 176 ] |
| 2016年度（平成28年度） | 61,105                | 175,155               | 117,380               | 85,733                | 66,726                | 41,918                | 34,600                | 17,573                | 12,300                | [ 177 ] |
| 2017年度（平成29年度） | 61,474                | 177,377               | 118,934               | 86,641                | 67,675                | 41,761                | 34,351                | 17,013                | 11,579                | [ 177 ] |
| 2018年度（平成30年度） | 62,284                | 180,725               | 120,571               | 87,901                | 68,748                | 42,075                | 34,587                | 17,086                | 11,556                | [ 177 ] |
| 2019年度（令和元年度） | 59,301                | 170,123               | 114,893               | 83,291                | 65,500                | 40,355                | 33,254                | 16,608                | 11,244                | [ 177 ] |
| 2020年度（令和02年度） | 20,560                | 59,128                | 41,489                | 26,260                | 22,878                | 14,880                | 12,258                | 6,593                 | 4,516                 | [ 177 ] |
| 2021年度（令和03年度） | 26,480                | 75,800                | 53,131                | 35,432                | 29,545                | 18,237                | 15,018                | 7,994                 | 5,410                 | [ 178 ] |
| 2022年度（令和04年度） | 42,149                | 118,914               | 81,595                | 58,209                | 46,675                | 28,830                | 24,126                | 12,787                | 8,828                 | [ 178 ] |
| 2023年度（令和05年度） | 55,156                | 149,685               | 104,194               | 76,916                | 61,969                | 38,237                | 32,187                | 17,092                | 12,216                | [ 179 ] |

### 対東京年間輸送人員
JR東日本によると、コロナ禍の影響が無かった2018年度（平成30年度）の東北新幹線および直通する北海道、秋田、山形新幹線主要駅の対東京年間輸送人員は以下のとおりである。
| 2018年度（平成30年度） 道南・東北地方の対東京年間輸送人員（千人） | 2018年度（平成30年度） 道南・東北地方の対東京年間輸送人員（千人） | 2018年度（平成30年度） 道南・東北地方の対東京年間輸送人員（千人） | 2018年度（平成30年度） 道南・東北地方の対東京年間輸送人員（千人） | 2018年度（平成30年度） 道南・東北地方の対東京年間輸送人員（千人） |
| 区間                                                              | 新幹線                                                            | 航空機                                                            | 合計                                                              | 出典                                                              |
| ----------------------------------------------------------------- | ----------------------------------------------------------------- | ----------------------------------------------------------------- | ----------------------------------------------------------------- | ----------------------------------------------------------------- |
| （東京 - 函館）                                                   | 395                                                               | 1,013                                                             | 1,408                                                             | [ 180 ]                                                           |
| （東京 - 函館）                                                   | 28%                                                               | 72%                                                               | 100%                                                              | [ 180 ]                                                           |
| 東京 - 青森                                                       | 2,620                                                             | 748                                                               | 3,368                                                             | [ 180 ]                                                           |
| 東京 - 青森                                                       | 78%                                                               | 22%                                                               | 100%                                                              | [ 180 ]                                                           |
| 東京 - 盛岡                                                       | 2,621                                                             | -                                                                 | 2,621                                                             | [ 180 ]                                                           |
| 東京 - 盛岡                                                       | 100%                                                              | 0%                                                                | 100%                                                              | [ 180 ]                                                           |
| （東京 - 秋田）                                                   | 1,357                                                             | 972                                                               | 2,329                                                             | [ 180 ]                                                           |
| （東京 - 秋田）                                                   | 58%                                                               | 42%                                                               | 100%                                                              | [ 180 ]                                                           |
| 東京 - 仙台                                                       | 10,809                                                            | -                                                                 | 10,809                                                            | [ 180 ]                                                           |
| 東京 - 仙台                                                       | 100%                                                              | 0%                                                                | 100%                                                              | [ 180 ]                                                           |
| （東京 - 山形）                                                   | 2,590                                                             | 96                                                                | 2,686                                                             | [ 180 ]                                                           |
| （東京 - 山形）                                                   | 96%                                                               | 4%                                                                | 100%                                                              | [ 180 ]                                                           |

## 路線形態詳細

### 地理

#### 通過する自治体
- 東京都
  - 千代田区 - 中央区 - 台東区 - 荒川区 - 北区 - 板橋区
- 埼玉県
  - 戸田市 - さいたま市（南区 - 桜区 - 中央区 - 大宮区 - 北区） - 上尾市 - 北足立郡伊奈町 - 蓮田市 - 白岡市 - 久喜市 - 幸手市 - 久喜市
- 茨城県[注 1]
  - 猿島郡五霞町 - 古河市
- 栃木県
  - 下都賀郡野木町 - 小山市 - 下野市 - 河内郡上三川町 - 下野市 - 河内郡上三川町 - 下野市 - 河内郡上三川町 - 下野市 - 宇都宮市 - さくら市 - 塩谷郡塩谷町 - 矢板市 - 大田原市 - 那須塩原市 - 大田原市 - 那須塩原市 - 那須郡那須町
- 福島県
  - 白河市
- 栃木県
  - 那須郡那須町
- 福島県
  - 白河市 - 西白河郡西郷村 - 白河市 - 西白河郡西郷村 - 白河市 - 西白河郡西郷村 - 白河市 - 西白河郡泉崎村 - 白河市 - 岩瀬郡天栄村 - 西白河郡矢吹町 - 岩瀬郡天栄村 - 須賀川市 - 郡山市 - 本宮市 - 二本松市 - 福島市 - 伊達市 - 福島市 - 伊達市 - 伊達郡桑折町 - 伊達郡国見町
- 宮城県
  - 白石市
- 福島県
  - 国見町
- 宮城県
  - 白石市 - 刈田郡蔵王町 - 柴田郡大河原町 - 柴田郡村田町 - 柴田郡柴田町 - 岩沼市 - 名取市 - 仙台市（太白区 - 若林区 - 青葉区 - 宮城野区） - 多賀城市 - 宮城郡利府町 - 黒川郡大和町 - 黒川郡大郷町 - 黒川郡大和町 - 黒川郡大郷町 - 黒川郡大衡村 - 黒川郡大郷町 - 大崎市 - 栗原市
- 岩手県
  - 一関市
- 宮城県
  - 栗原市
- 岩手県
  - 一関市 - 西磐井郡平泉町 - 奥州市 - 北上市 - 花巻市 - 北上市 - 花巻市 - 紫波郡紫波町 - 紫波郡矢巾町 - 盛岡市 - 滝沢市 - 盛岡市 - 岩手郡岩手町 - 二戸郡一戸町 - 二戸市
- 青森県
  - 三戸郡南部町 - 八戸市 - 三戸郡五戸町 - 上北郡おいらせ町 - 上北郡六戸町 - 上北郡東北町 - 十和田市 - 上北郡東北町 - 上北郡七戸町 - 青森市